# Reina de los Cielos
Reina de los Cielos es un título dado a la Virgen María, la madre de Jesucristo, por una parte importante de los cristianos, sobre todo por la Iglesia católica, y también, en cierta medida, en la anglicana, algunas iglesias luteranas (como la Iglesia de Suecia) y la Iglesia ortodoxa, para los que el título es una consecuencia (en disputa) del Concilio de Éfeso, del siglo V, donde la Virgen María fue proclamada "Theotokos", es decir, "Madre de Dios".
Este título o nombre dado a la Virgen es una expresión de la veneración a María presente en la literatura, el arte, la música y la liturgia (en oraciones como Salve, Ave Regina Caelorum, Regina Caeli, en el Acatisto y en las liturgias armenia y etíope), la cual ha sido objeto de estudio de la teología. Desde el Concilio de Éfeso fue muy común la representación pictórica de María como reina.
Ciudades en Italia y en otros lugares proclamaron a María Reina de los cielos también como patrona, como Siena, Massa Marittima, San Gimignano, así como Polonia y el estado alemán de Baviera.
En los tiempos modernos, la Iglesia católica también ha utilizado el título de Reina del Universo para María, reflejo de la comprensión científica moderna del espacio exterior.  El papa Benedicto XVI señaló que la aceptación de María de la voluntad divina es la razón última por la cual es Reina de los Cielos. Debido a su aceptación humilde e incondicional de la voluntad de Dios: "Dios la exaltó por sobre todas las criaturas, y Cristo la coronó Reina del cielo y la tierra".
El título de Reina del Cielo también fue utilizado en la Antigüedad por religiones paganas que lo otorgaban a la diosa Asera, en este sentido, fue utilizado por el profeta Jeremías cuando reprende a los israelitas apóstatas, que negaban su fe en Dios.

## En las confesiones cristianas
En las distintas confesiones cristianas, la representación de María como reina recibe una aceptación variable debido a las diferencias en la teología y la tradición en las distintas Iglesias.

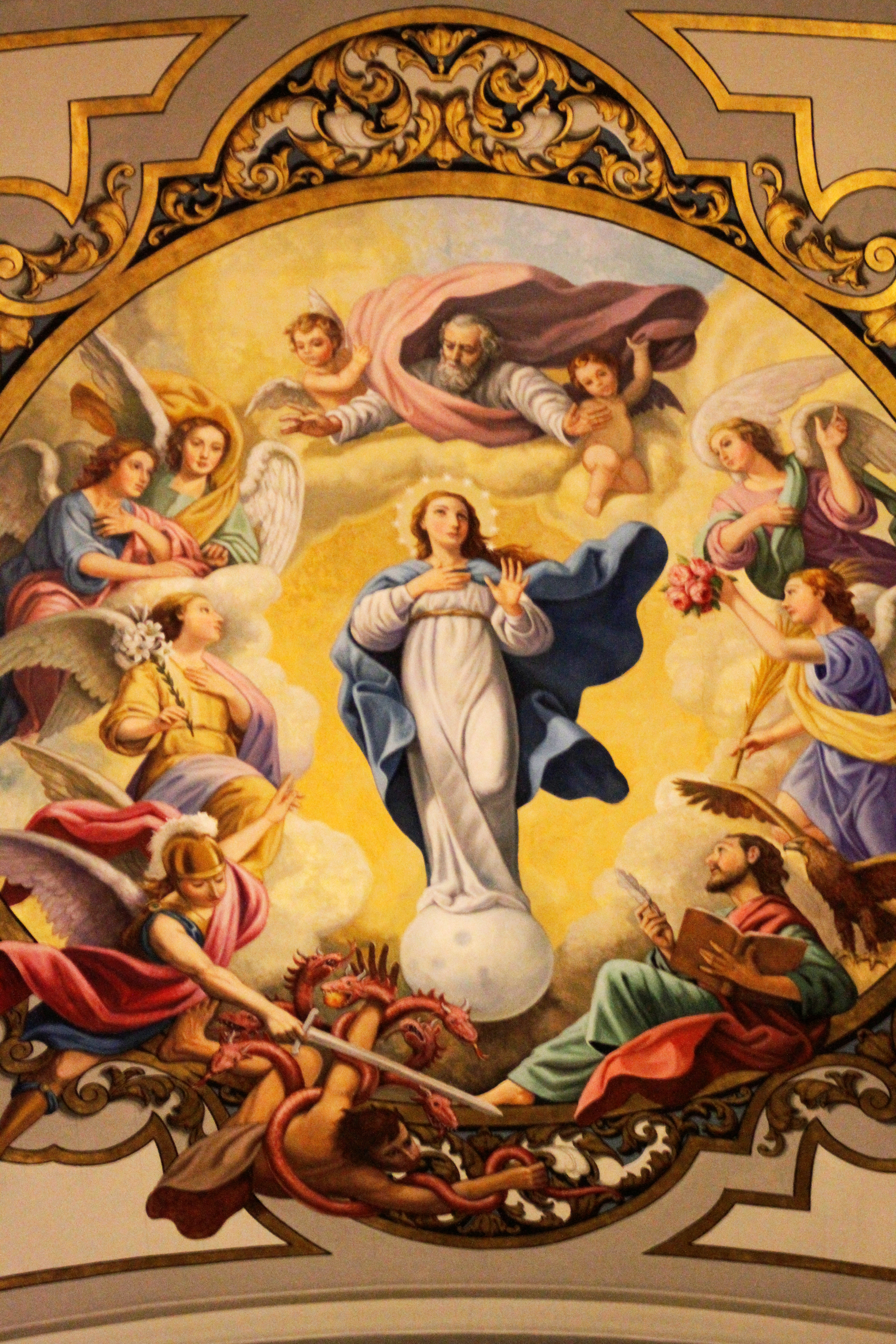
Fresco de la Inmaculada en la Basílica de La Macarena (Sevilla), donde se presenta a María como la mujer del Apocalipsis.

### Iglesia católica
En la Iglesia católica generalmente se identifica a María con la mujer del Apocalipsis que aparece en el cielo coronada de estrellas.

Una gran señal apareció en el cielo: una mujer vestida del sol, con la luna bajo sus pies y una corona de doce estrellas sobre la cabeza [...] dio a luz a un hijo varón que gobernará todas las naciones con vara de hierro
Apocalipsis 12:1, 5a

El tema de la coronación de la Virgen se ha visto en el arte occidental desde la Edad Media y el título de "Reina de los Cielos" ha sido durante mucho tiempo una tradición católica, siendo incluido en las oraciones y la literatura devocional, mucho antes de que se instituyera la fiesta litúrgica en honor a la realeza de María por parte de la Iglesia. Durante siglos, los católicos, mientras recitaban las Letanías lauretanas han invocado a María como "Reina de los Cielos".
El dogma católico afirma que la Virgen María, después de cumplido el curso de su vida terrena, fue asunta en cuerpo y alma a la gloria celestial (Constitución Apostólica Munificentissimus Deus). La doctrina católica sobre la realeza de María se expresa en la carta encíclica Ad Caeli Reginam, promulgada por el papa Pío XII al coronar a la Virgen en la Basílica de Santa María la Mayor en Roma, carta con la cual instituyó la fiesta litúrgica de la "Bienaventurada María Virgen Reina". Se afirma que María es llamada "Reina del Cielo" porque su Hijo Jesucristo, es el Rey de Israel y el rey celestial del universo; ya que en la tradición hebrea, la madre del rey es la reina, conocida en hebreo como gebirah (reina madre).
Aunque la fiesta de María Reina se celebraba inicialmente el 31 de mayo por ser el final del mes mariano, luego fue trasladada para el 22 de agosto, la octava de la fiesta de la Asunción de la Virgen.

### Iglesias ortodoxas

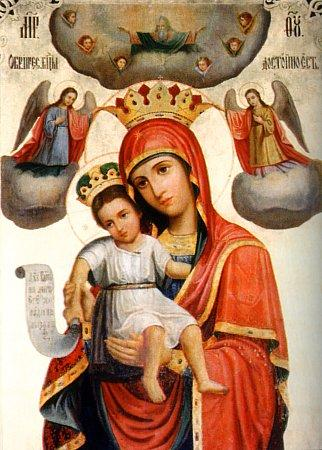
Icono ortodoxo ruso que presenta a María coronada por ángeles con el niño Jesús.

Las iglesias ortodoxas comparten una rica historia litúrgica en honor de María. Los temas incluyen el anuncio de la traslación de María al cielo por los ángeles, la reunión de los apóstoles en torno a la muerte de la Virgen, el cortejo fúnebre, la tumba vacía y María en el Cielo.
Los ortodoxos poseen tradiciones asociadas a este título de la Virgen, muchas de las cuales se originan del Liber Mariae de transitu (Libro del tránsito de María) que data de finales del siglo IV.

### Protestantismo
Los primeros protestantes y líderes reformadores, como Martin Bucer, Juan Brenz y Heinrich Bullinger aceptaban la existencia de María en el cielo como una cuestión de fe. Juan Ecolampadio consideraba a María como el cuello del Cuerpo Místico de Cristo y la reina de todos los Poderes Celestiales. Martín Lutero, en un sermón en 1522 en la fiesta de la Asunción de María, afirma que ella está allí, pero se niega a explicar cómo sucedió, a causa de la ausencia de pruebas en las Escrituras. 
En los siguientes desarrollos teológicos dentro del protestantismo, la veneración mariana fue rechazada en gran medida. La mariología, «un objeto extraño a la teología protestante, se convirtió en un medio de diferencias de las enseñanzas». A la luz de este contexto, la consideración de María como Reina del Cielo ni siquiera se planteó.
La relación entre el título "Reina de los Cielos" y cultos paganos es una razón por la cual las iglesias protestantes suelen evitarlo, pues el único uso bíblico del título de "Reina del Cielo" está en Jeremías, denunciando el culto idólatra de Astarté. Los protestantes evitan la interpretación mariana de Apocalipsis 12, considerando que la mujer es presentada como símbolo del pueblo de Dios en el Antiguo Testamento y la Iglesia en el Nuevo Testamento, por lo cual el texto bíblico no se referiría literalmente a una mujer sino que esta sería una alegoría, con la simbología de la luna, el sol y las doce estrellas que corresponde con el sueño de José, representando al pueblo de Israel.

## Galería de arte

### Pinturas

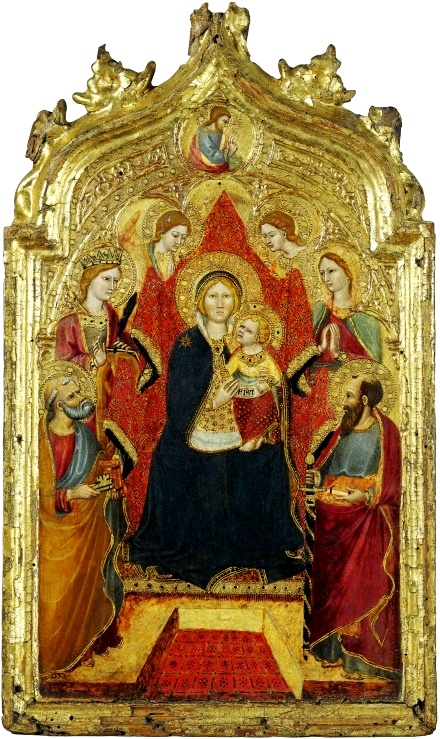
Gregorio di Cecco, Madonna entronizada
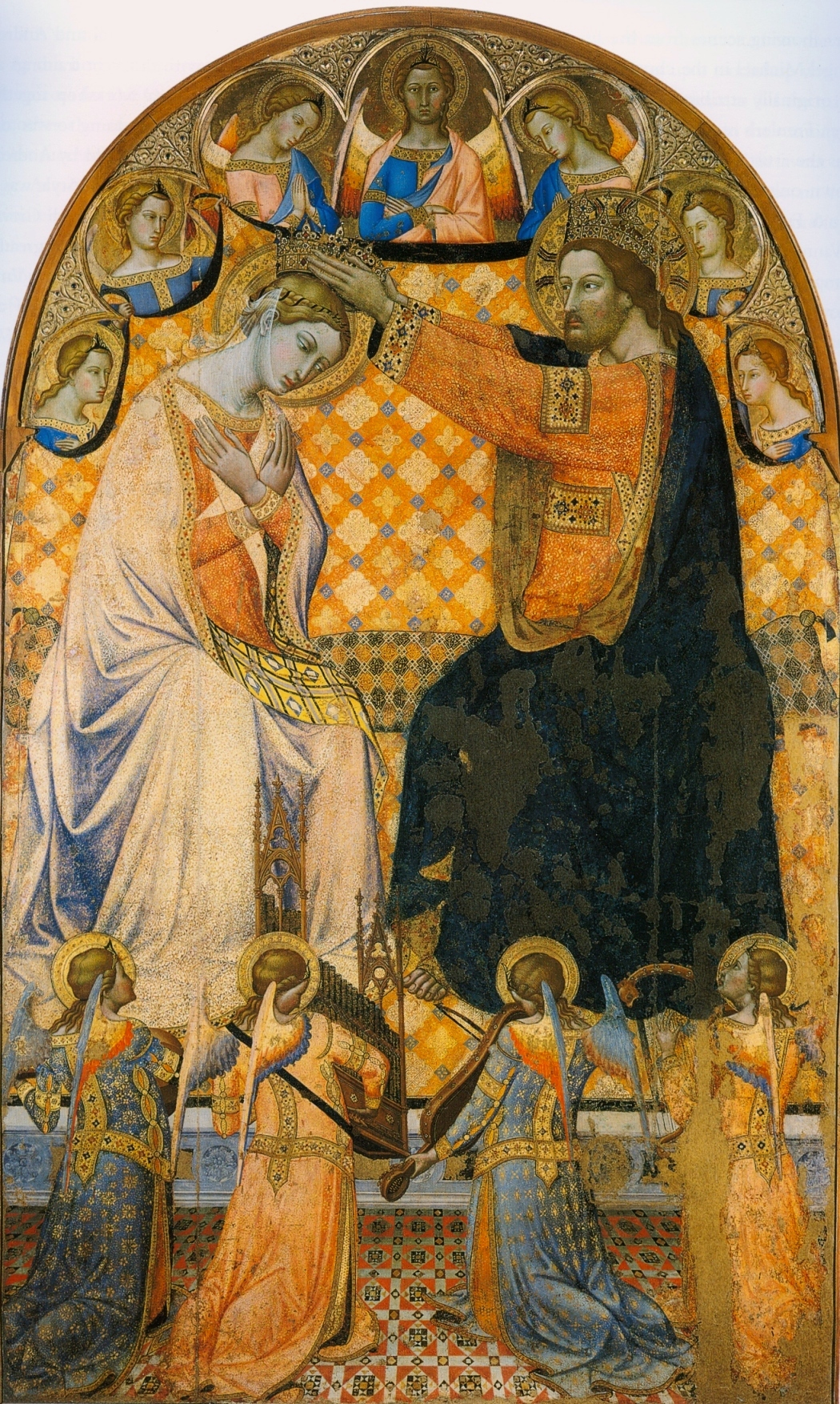
Giacomo di Mino, 1340-1350
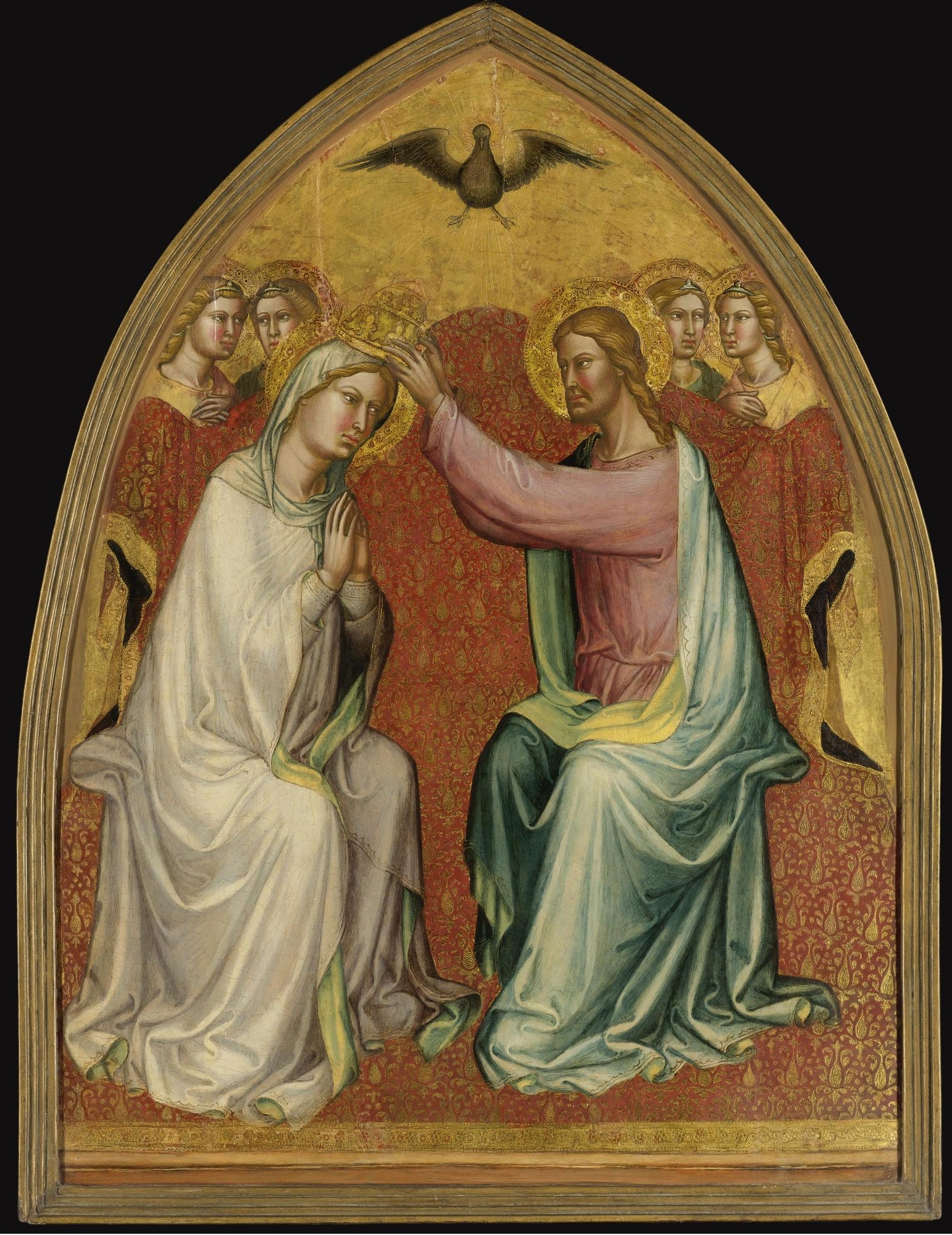
Martino di Bartolomeo, 1400
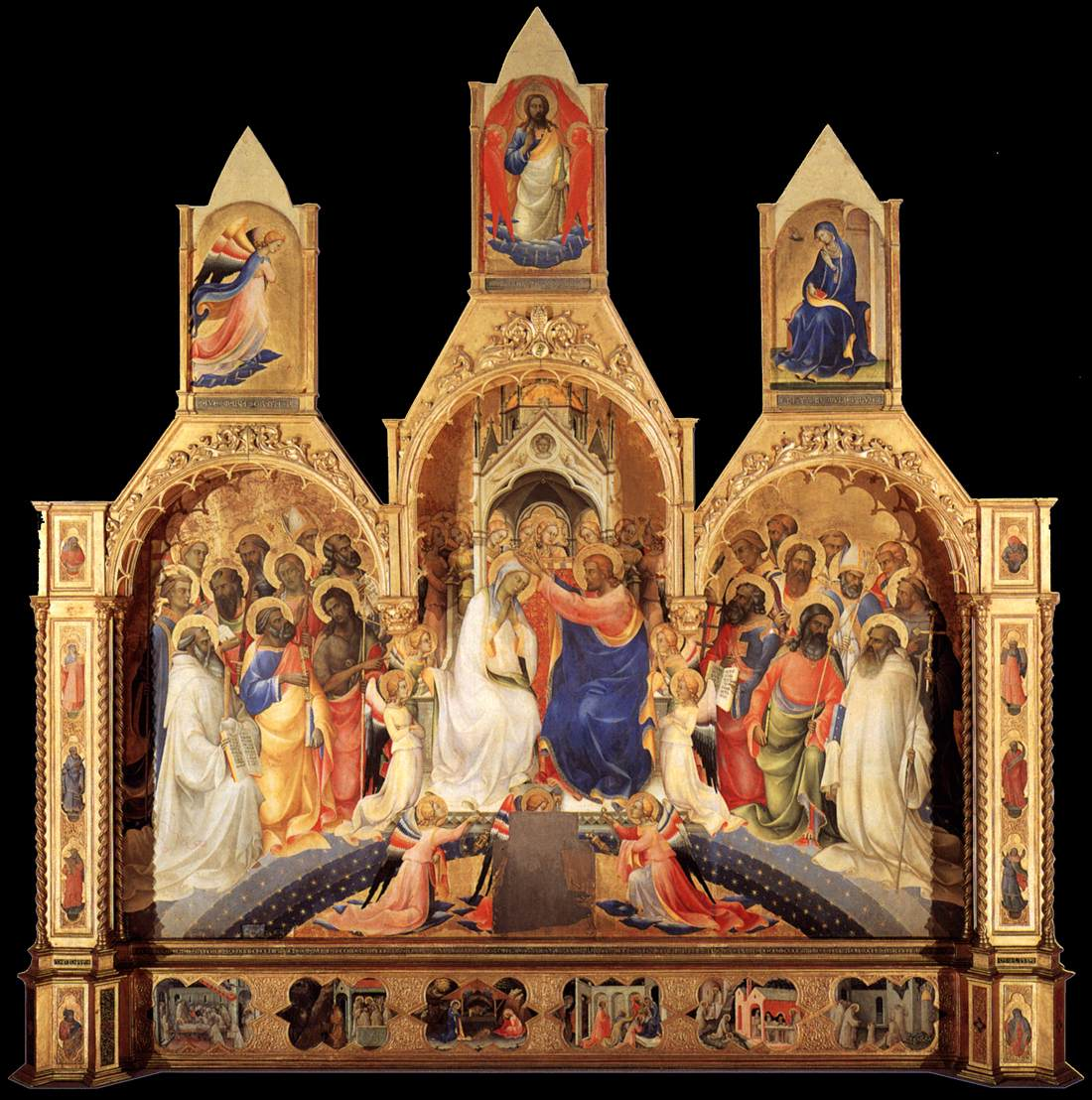
Lorenzo Monaco, Coronación, 1414, Uffizi, Florencia
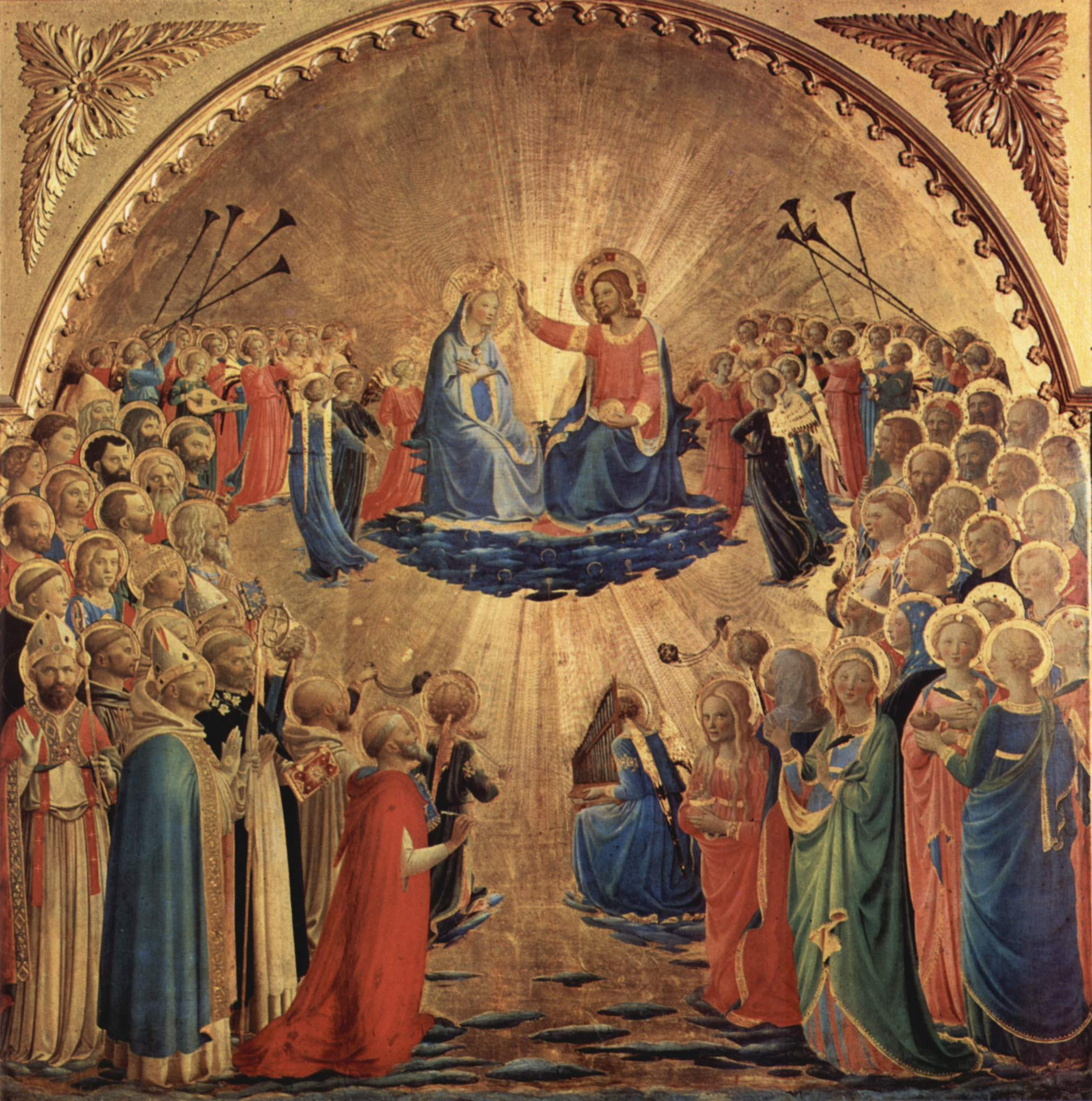
Fra Angelico, 1434-1435
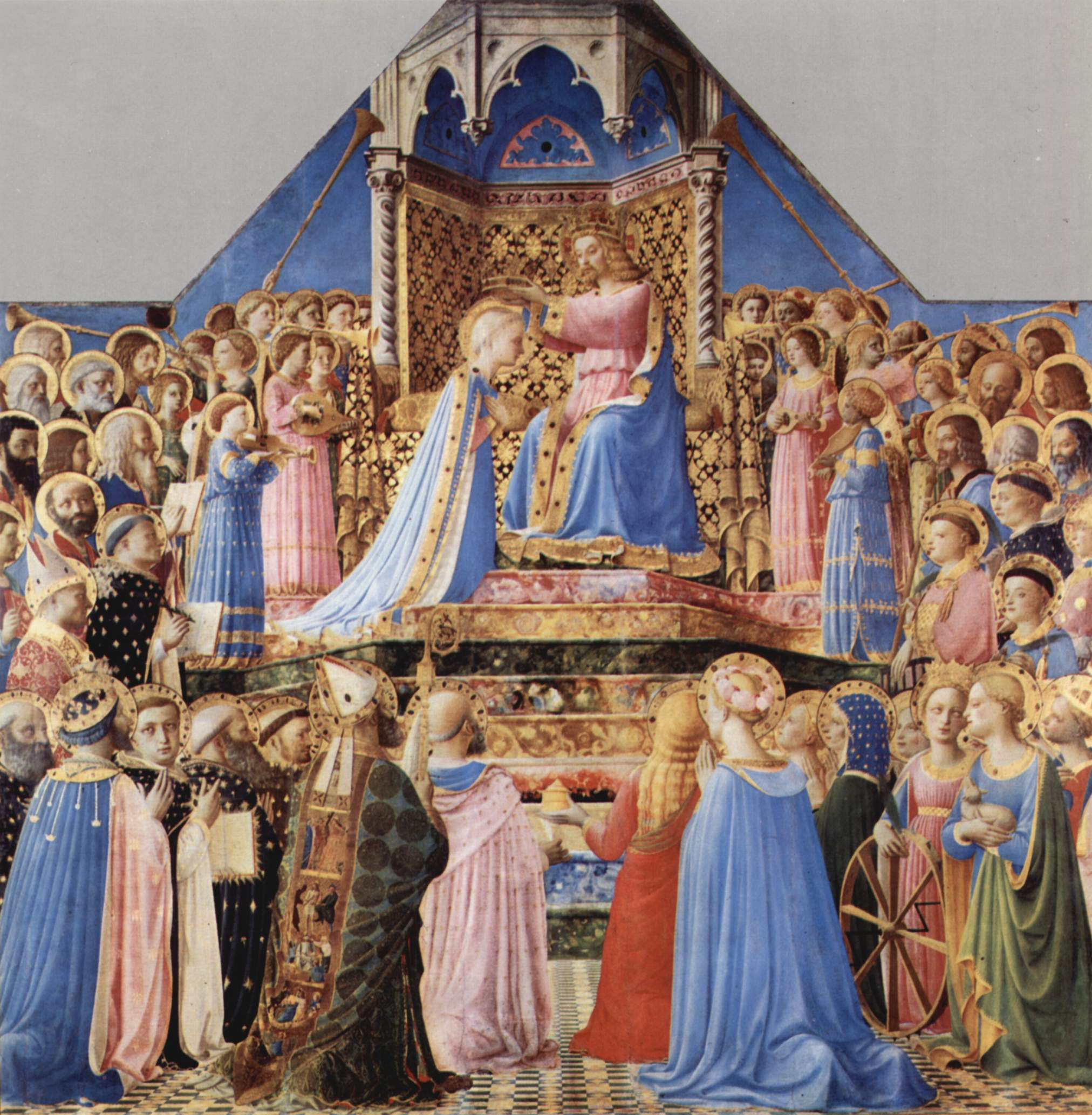
Fra Angelico. Toma relevancia la representación de la Corte celestial
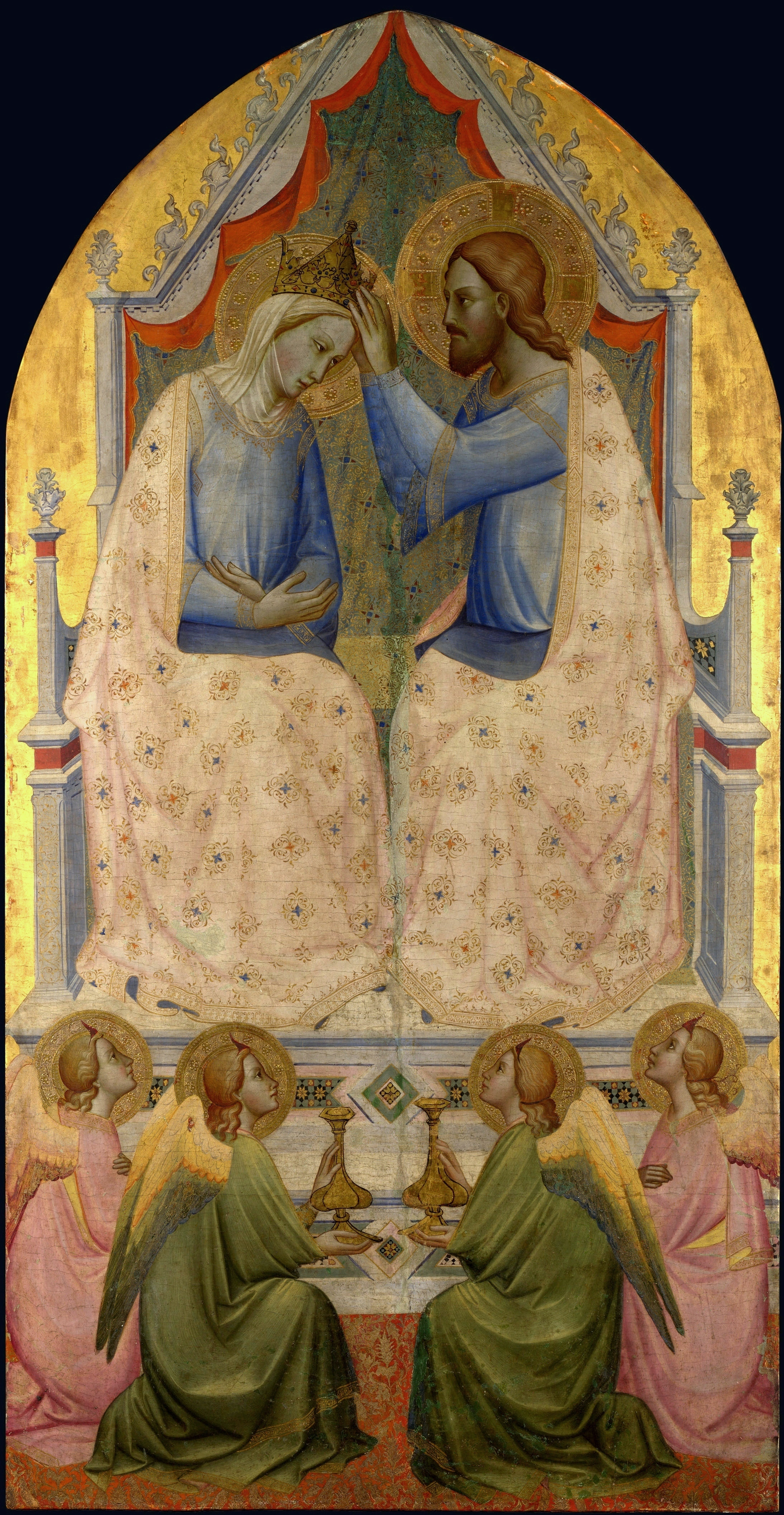
Coronación, Agnolo Gaddi, siglo XIV
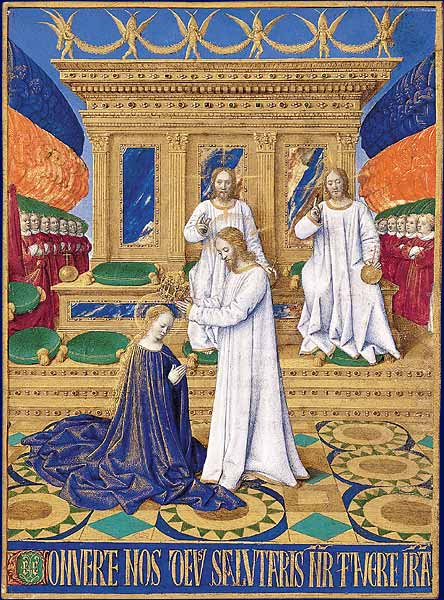
Jean Fouquet, Coronación de la Virgen, siglo XV
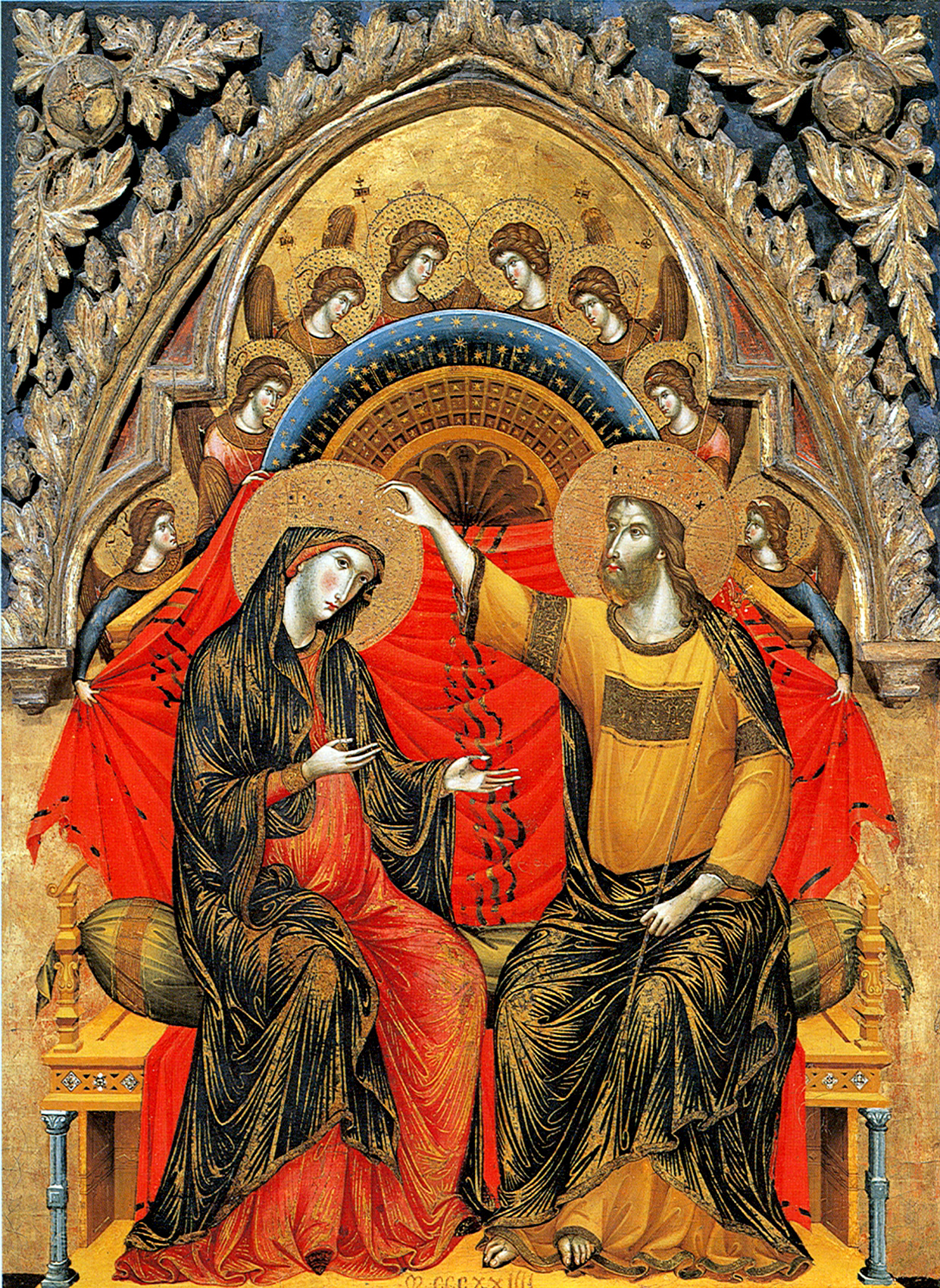
Paolo Veneziano, 1324
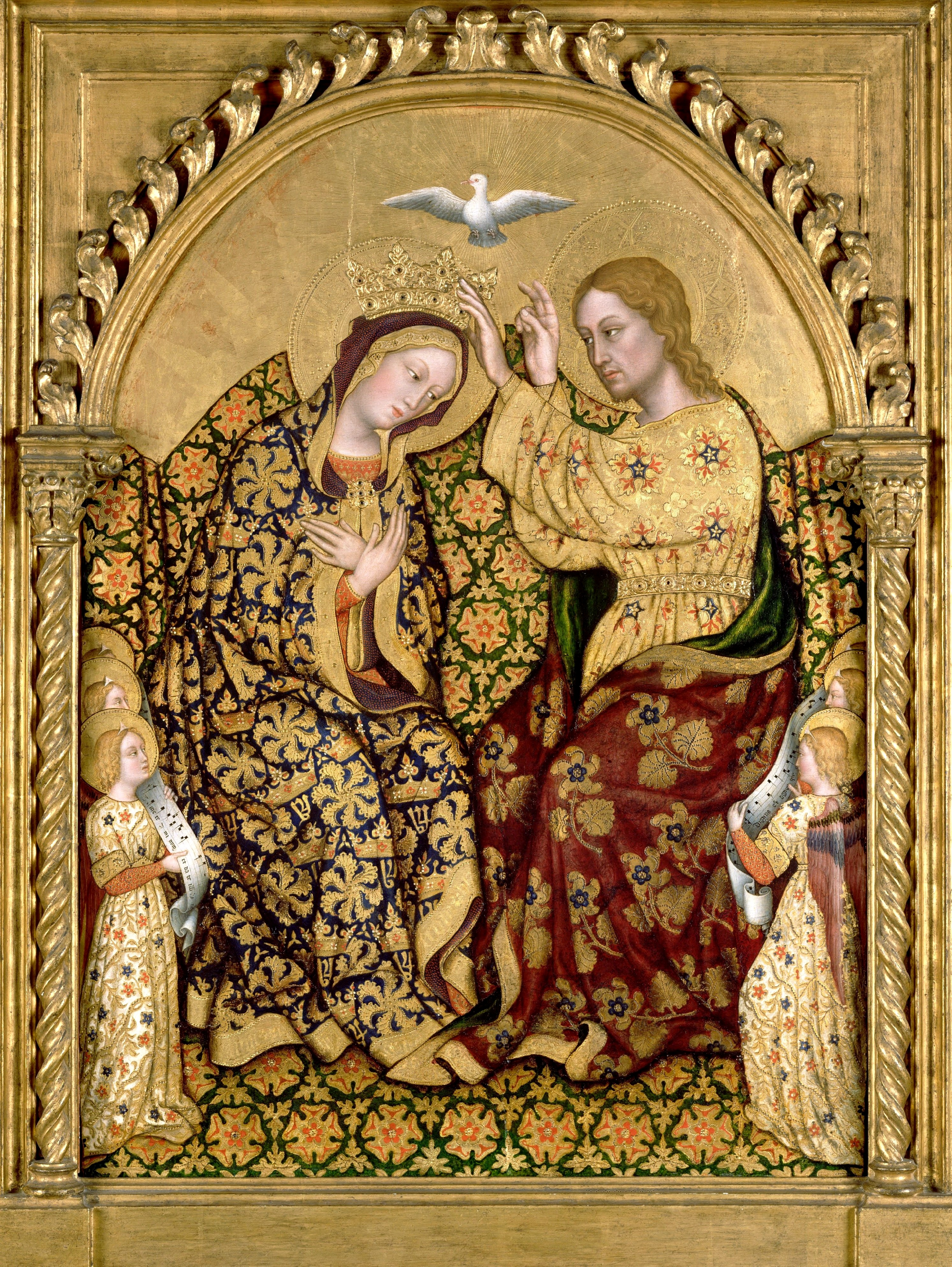
Gentile da Fabriano, 1422-1425
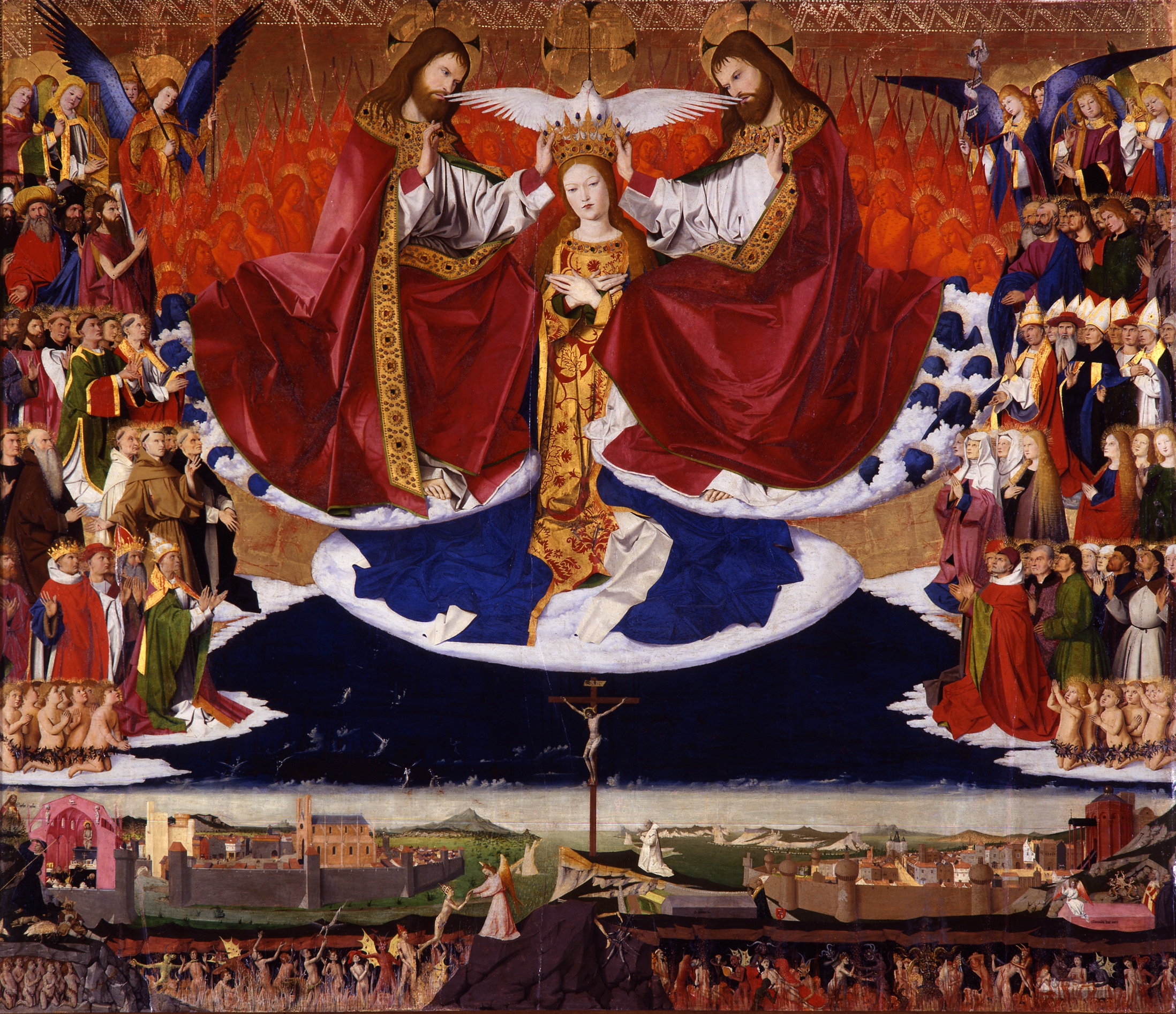
Enguerrand Charonton, Coronación de María por la Santísima Trinidad, 1454
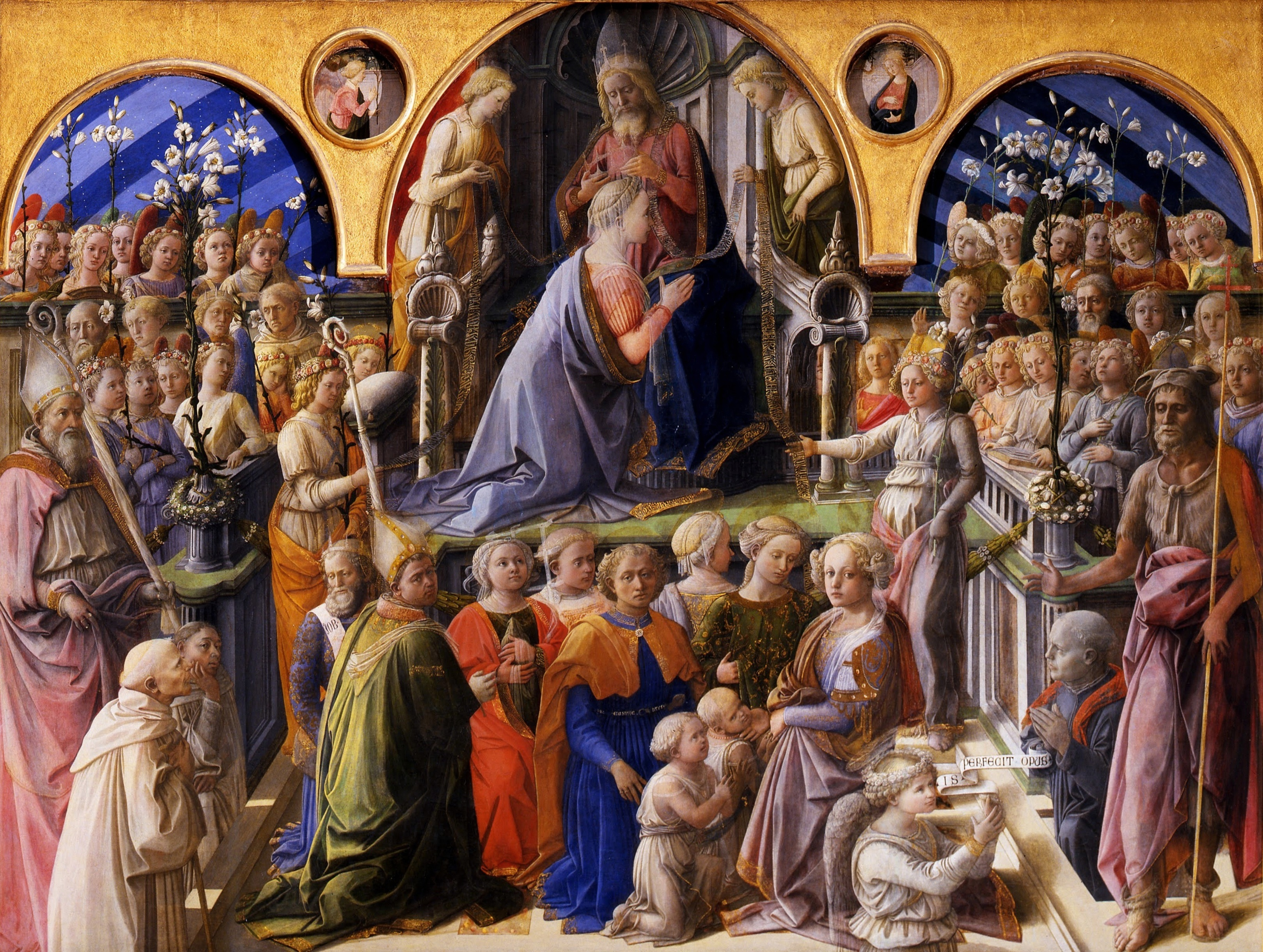
Coronación de la Virgen de Filippo Lippi, 1441
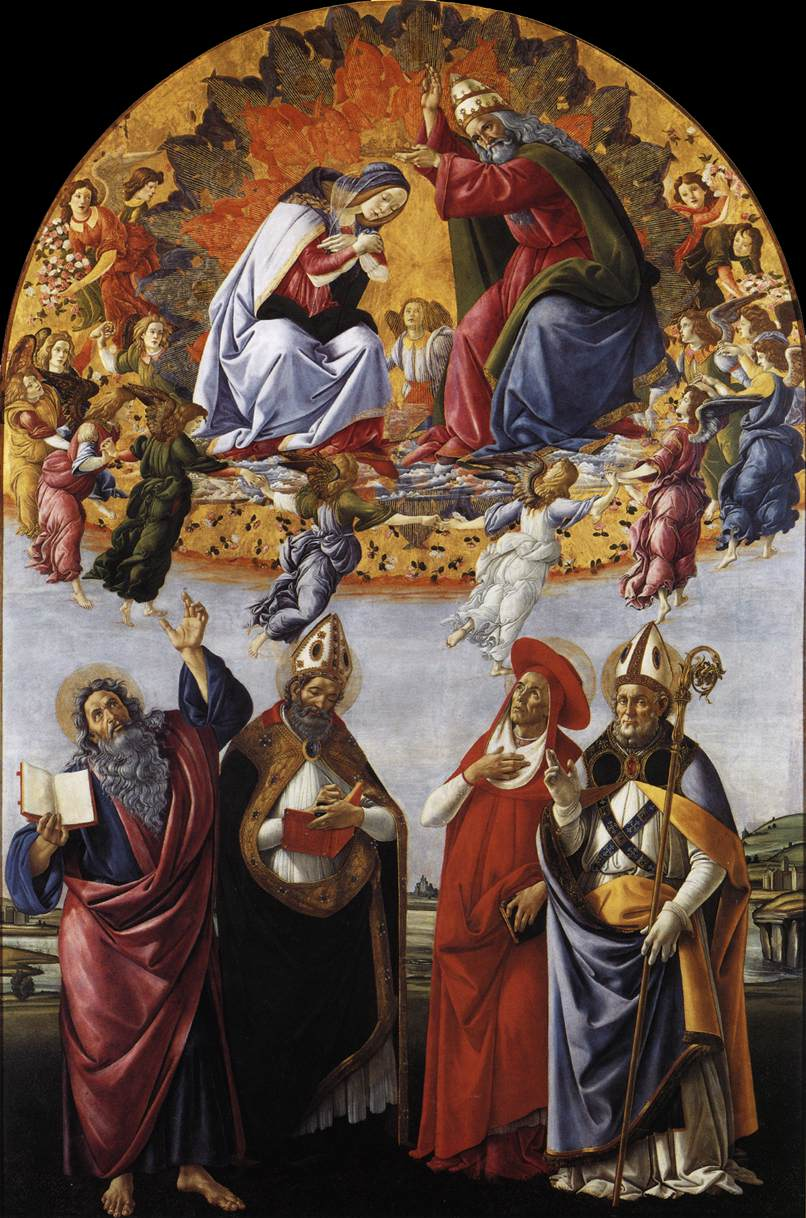
Botticelli, con María coronada por Dios Padre
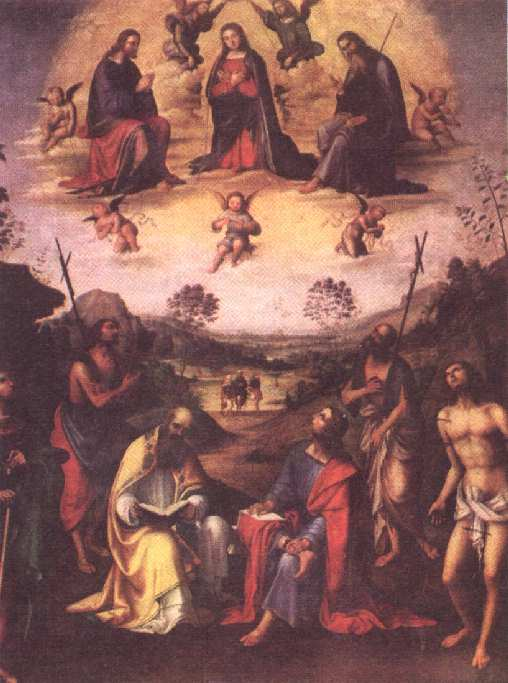
Lorenzo Costa, Coronación de la Virgen y santos, 1501
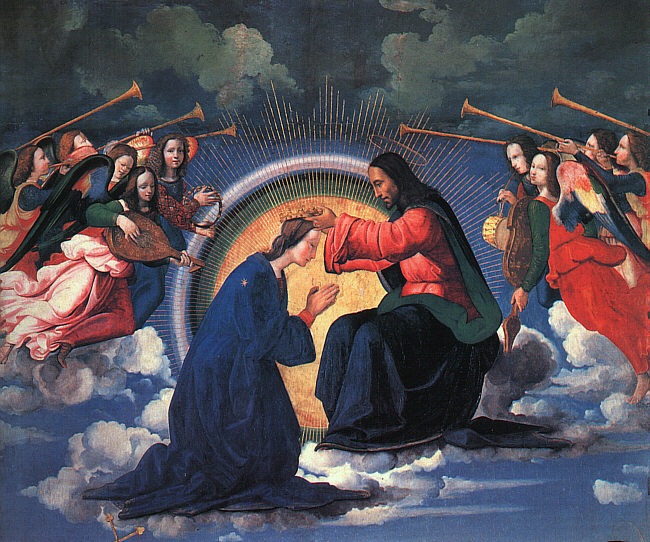
Ridolfo Ghirlandaio, 1504
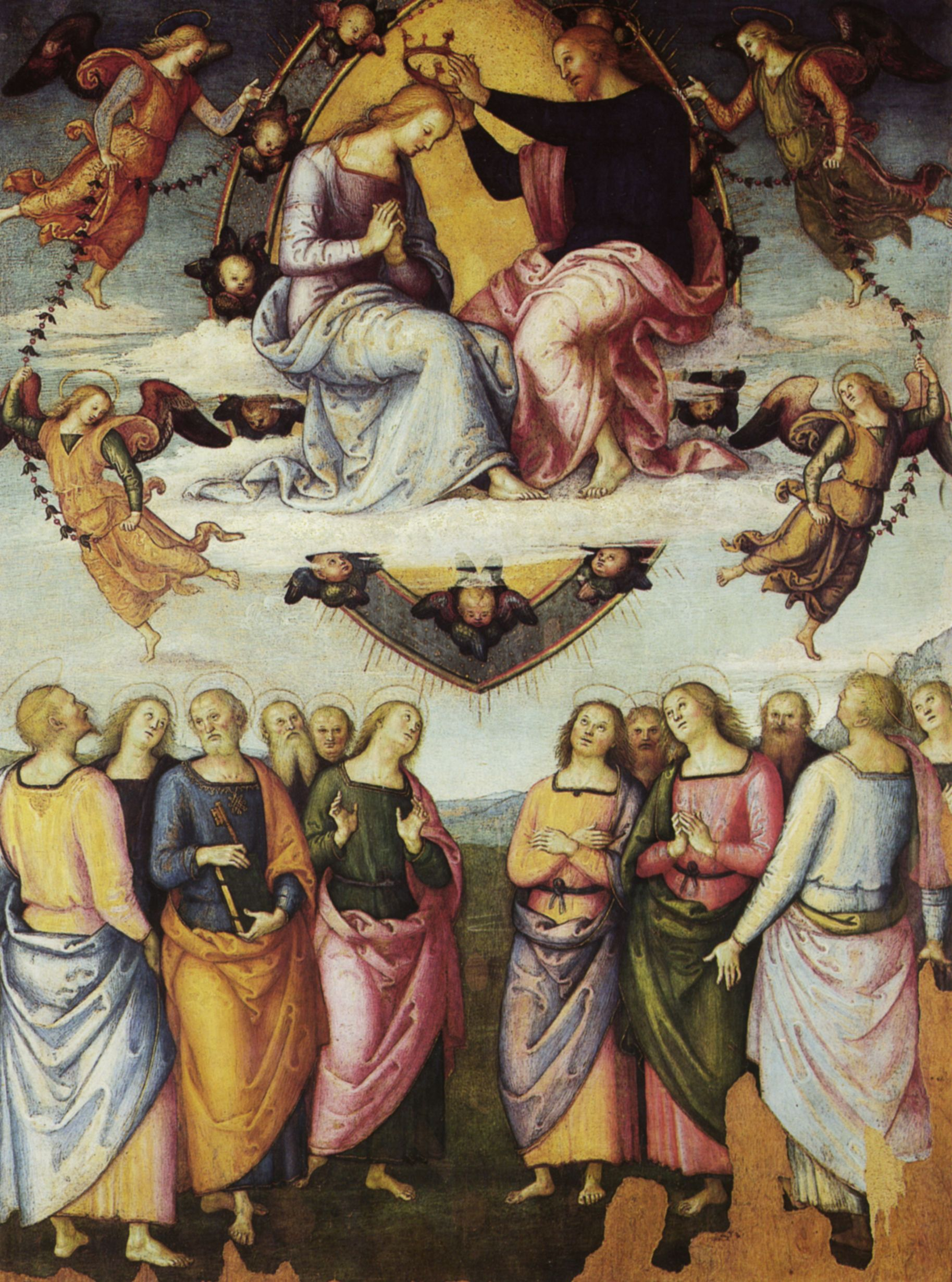
Pietro Perugino, 1504
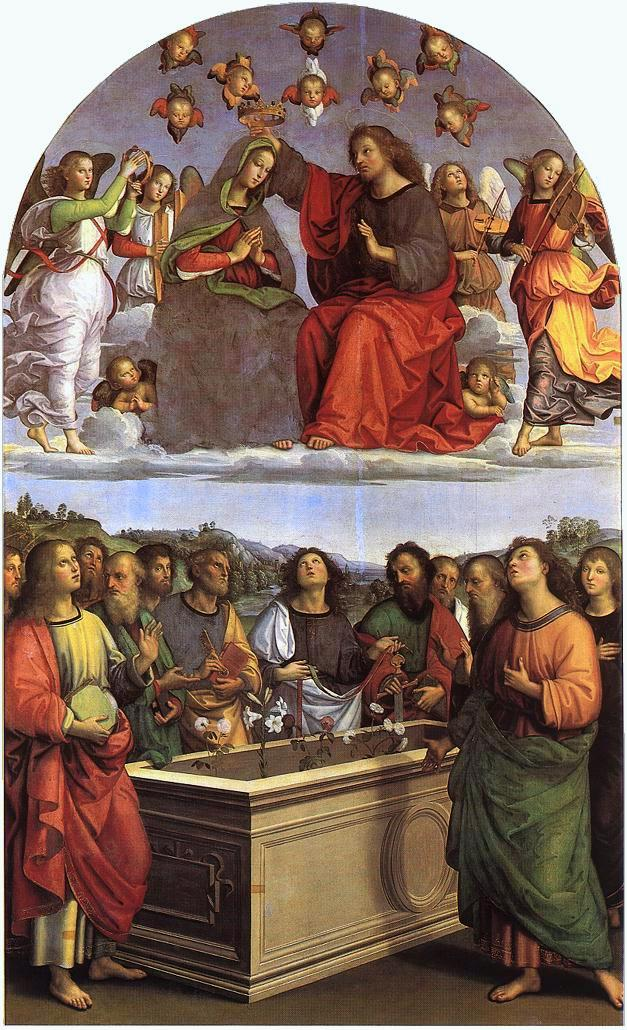
Rafael, 1502-1504
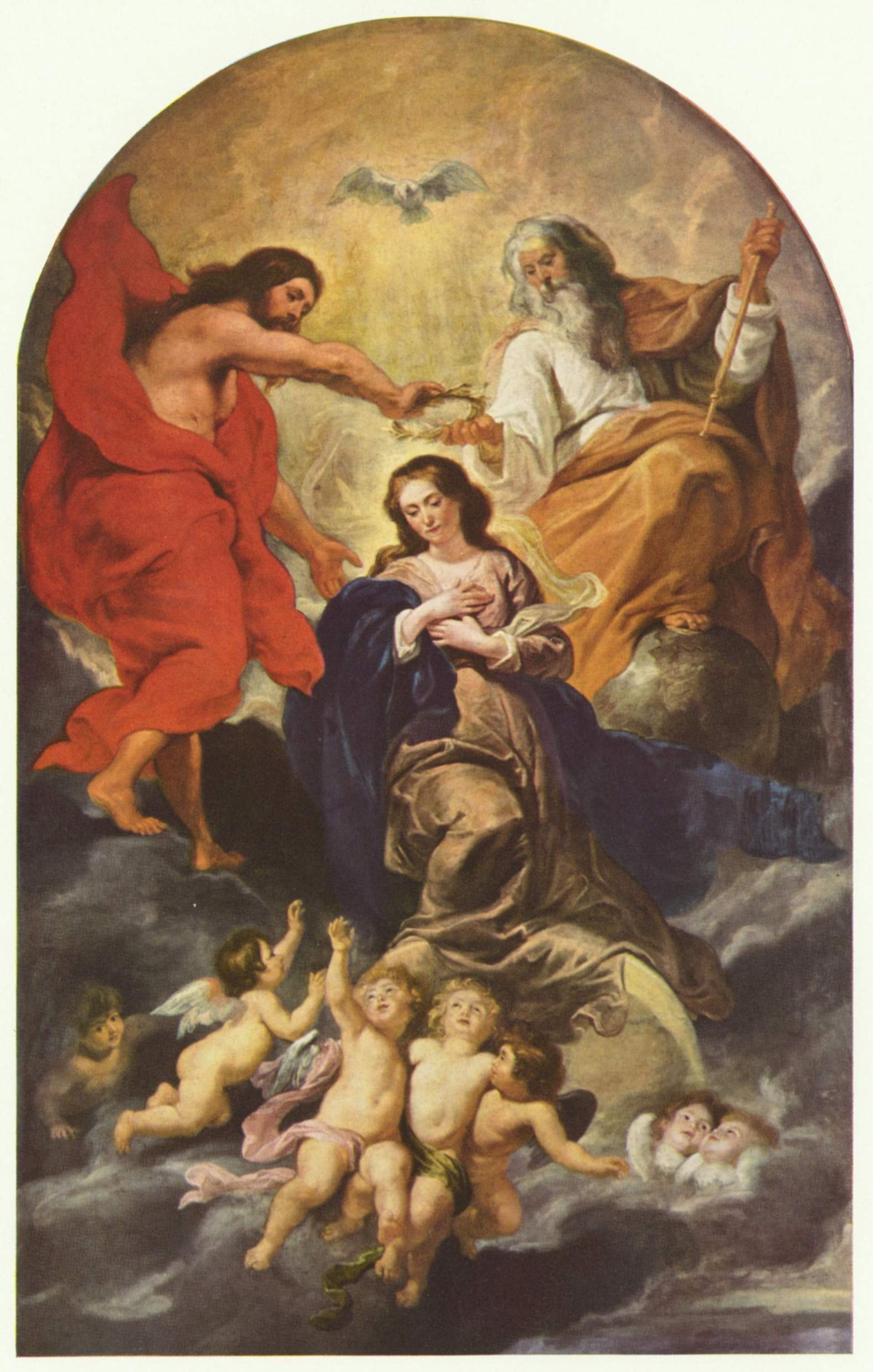
Coronación de la Virgen, Rubens
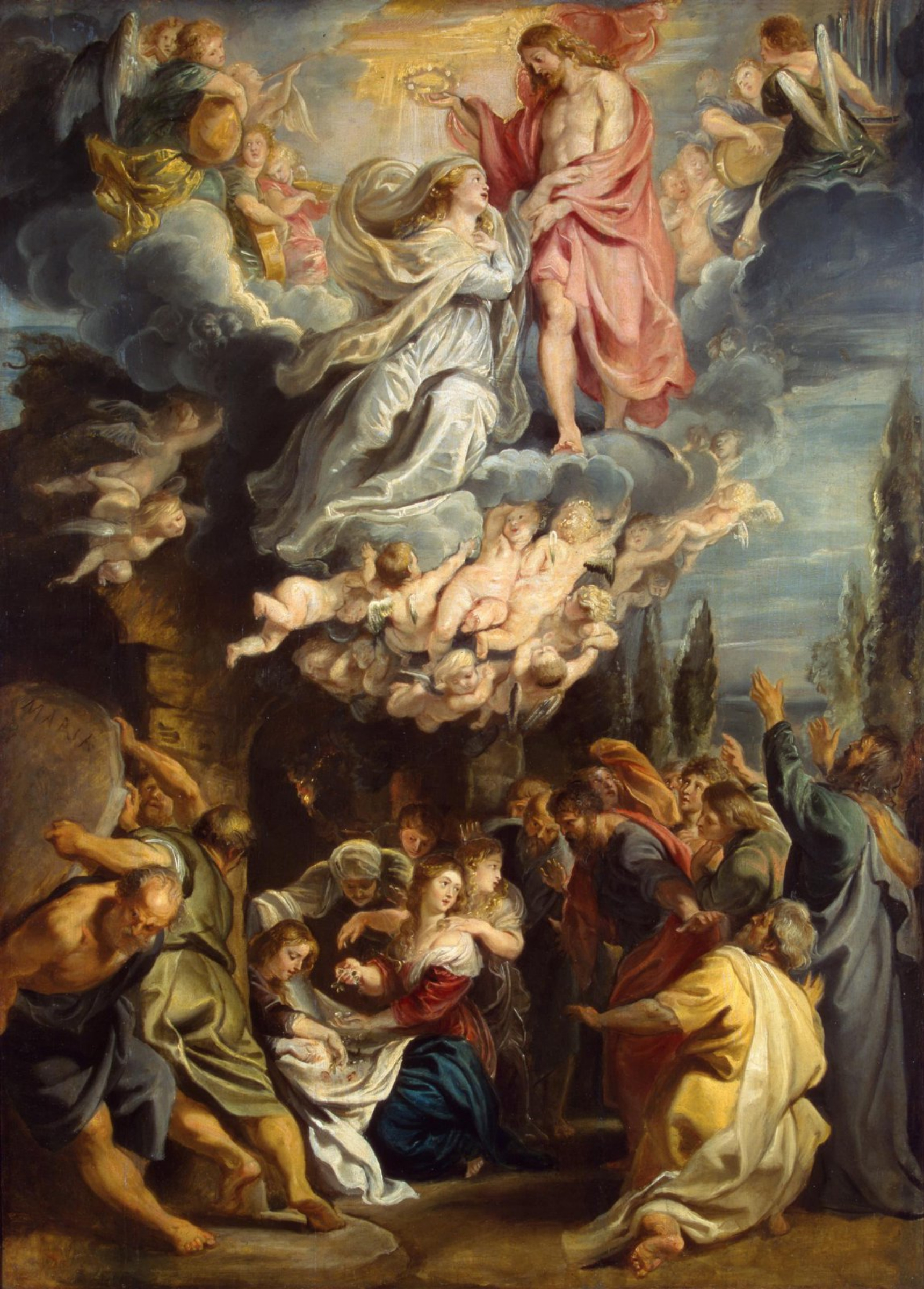
Rubens, 1609
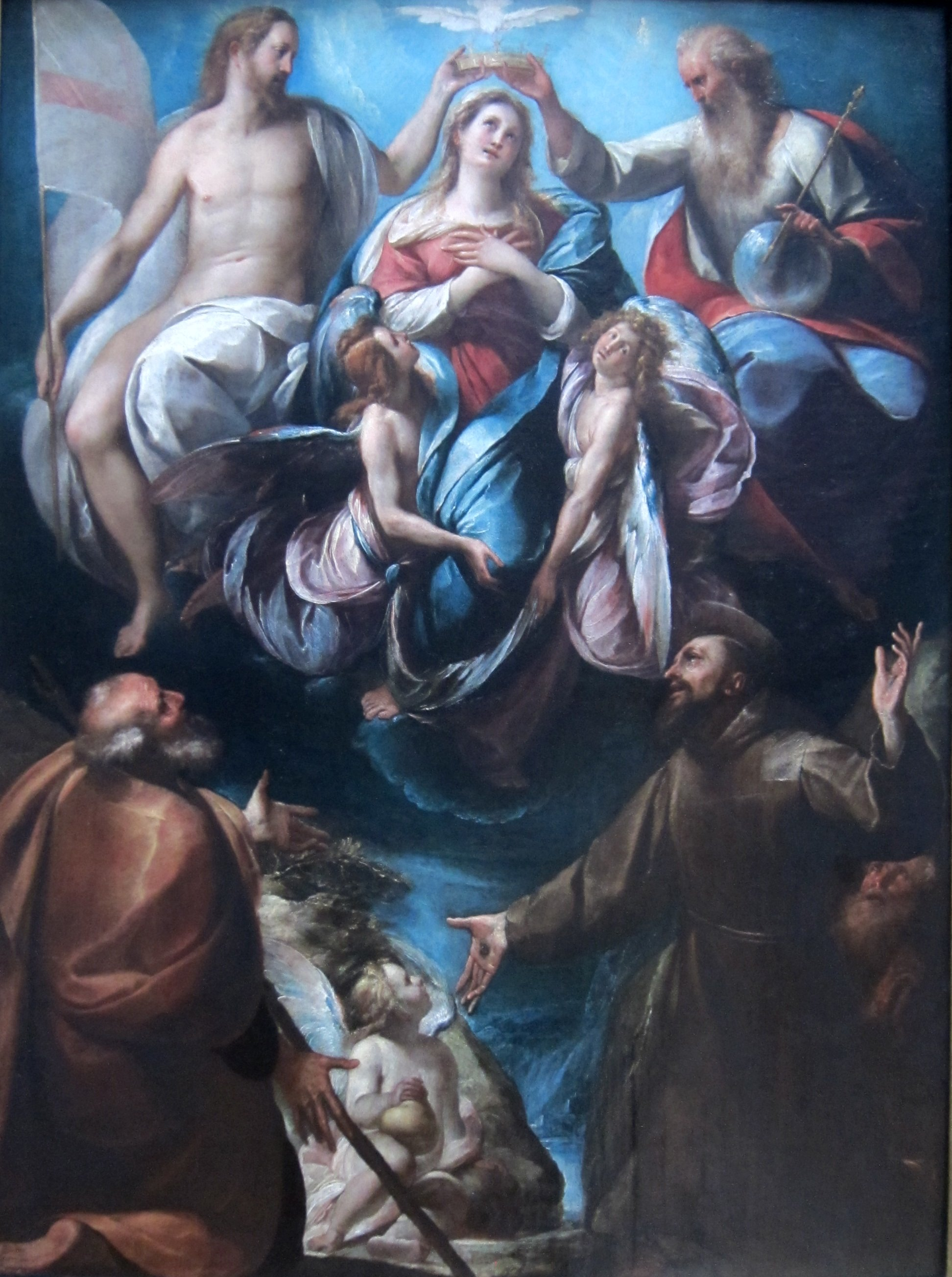
Giulio Cesare Procaccini, siglo XVII
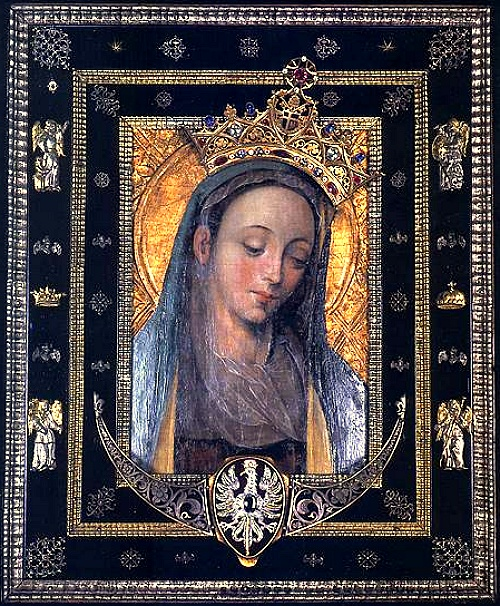
Madonna coronada, Rokitno, Polonia, 1671

### Esculturas

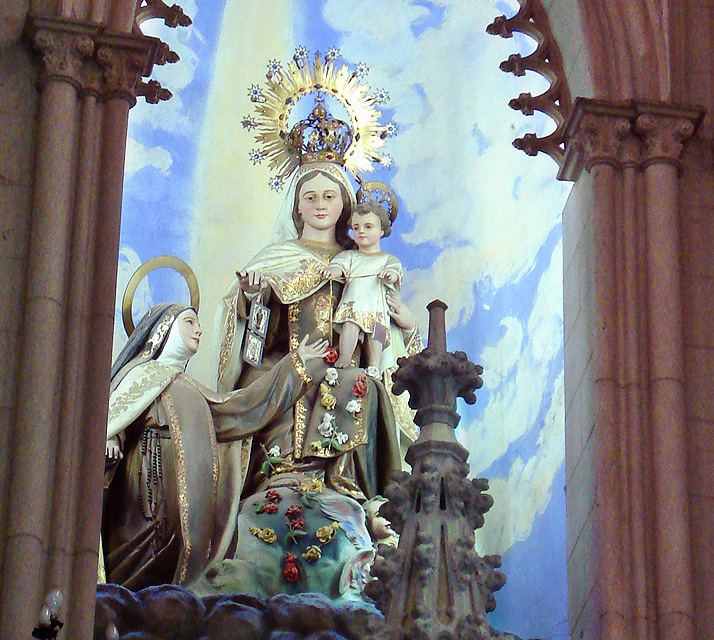
Estatua coronada en Porto Alegre, Brasil
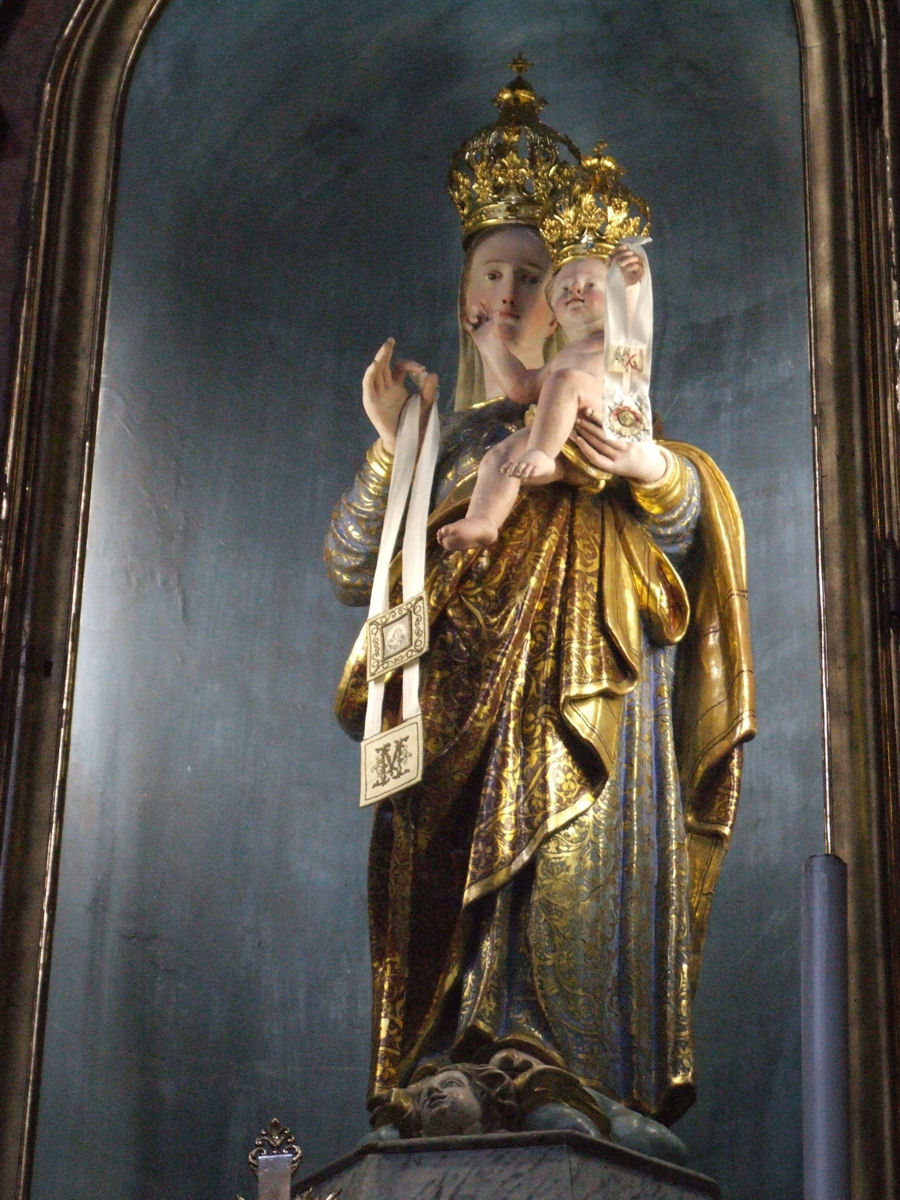
Coronada Virgen del Carmen, Varallo Sesia, Italia
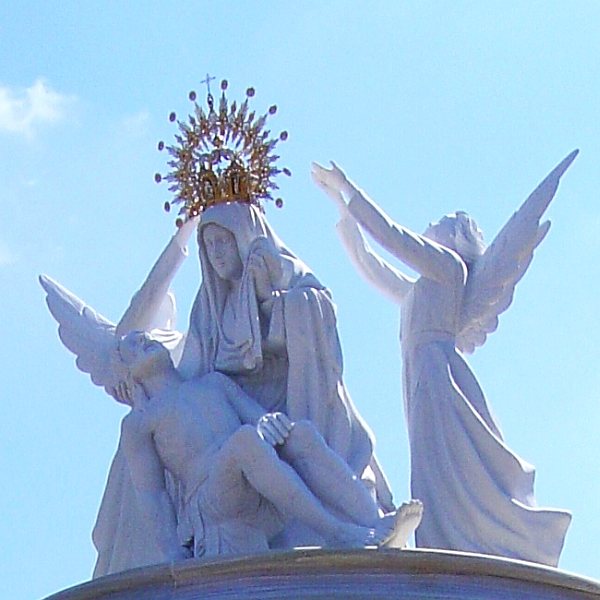
Estatua coronada de la Santísima Virgen, España

### Frescos

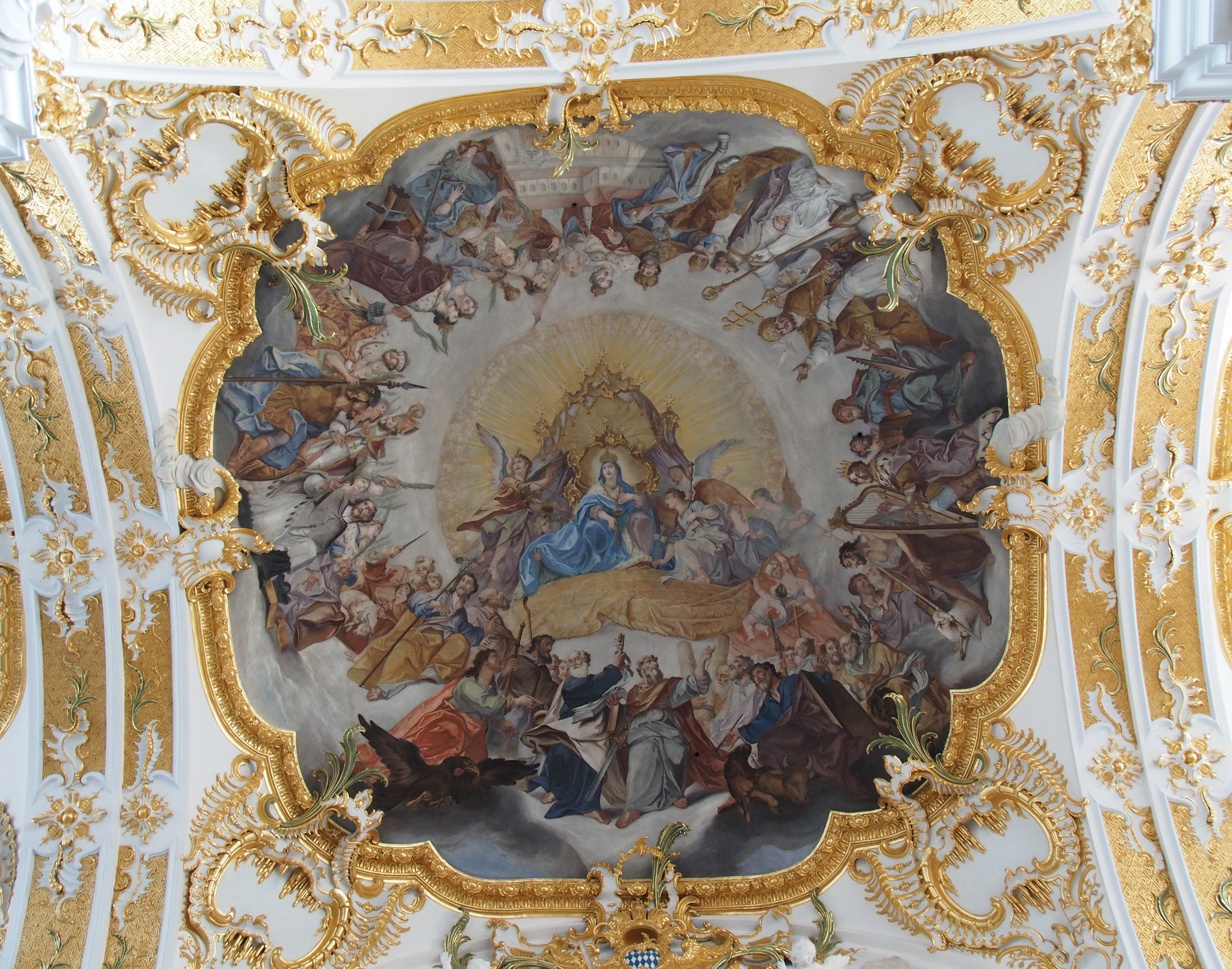
Christoph Thomas Scheffler, La Reina del Cielo, Ratisbona, Alemania
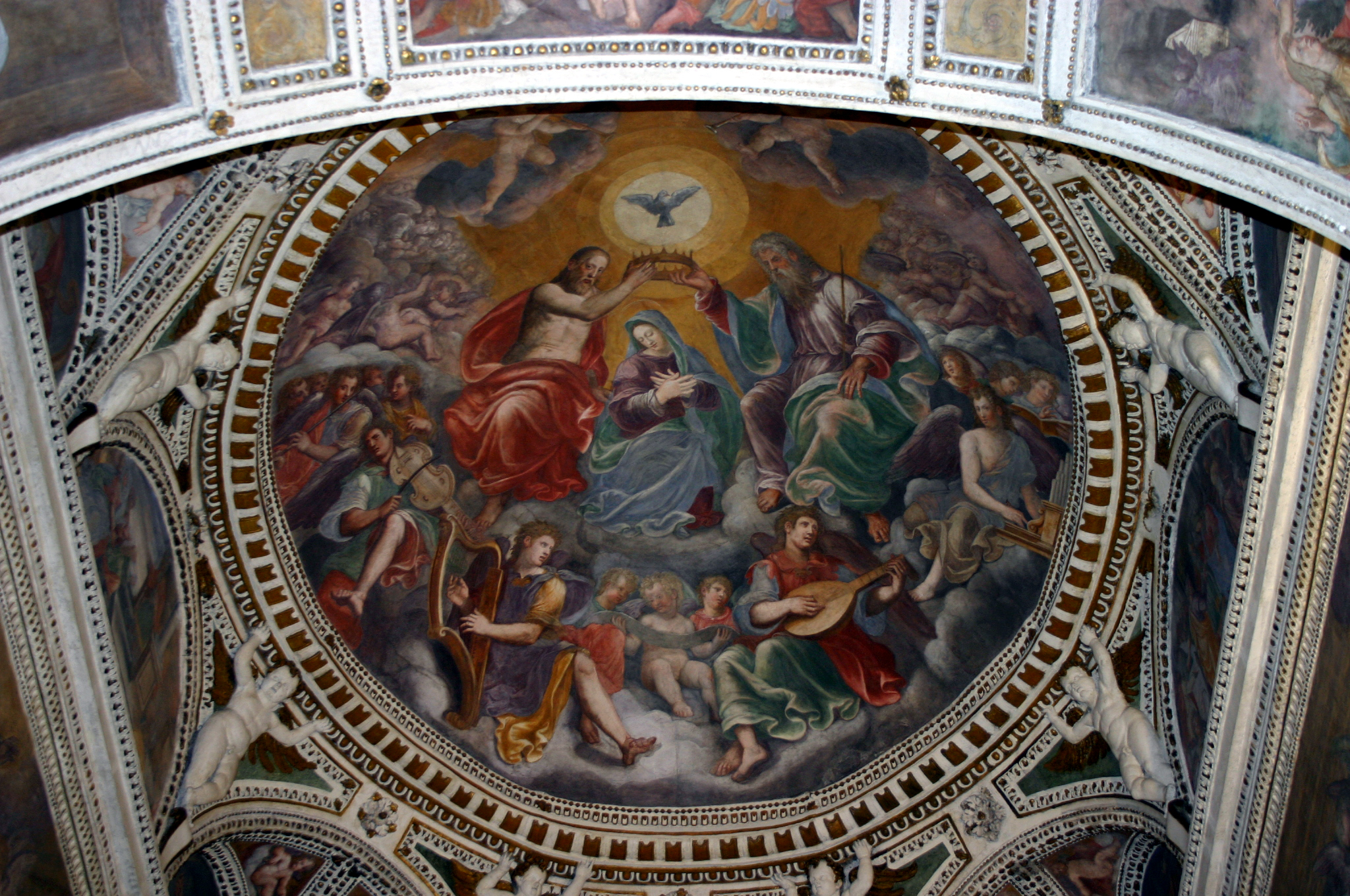
Iglesia de San Angelo, Milán
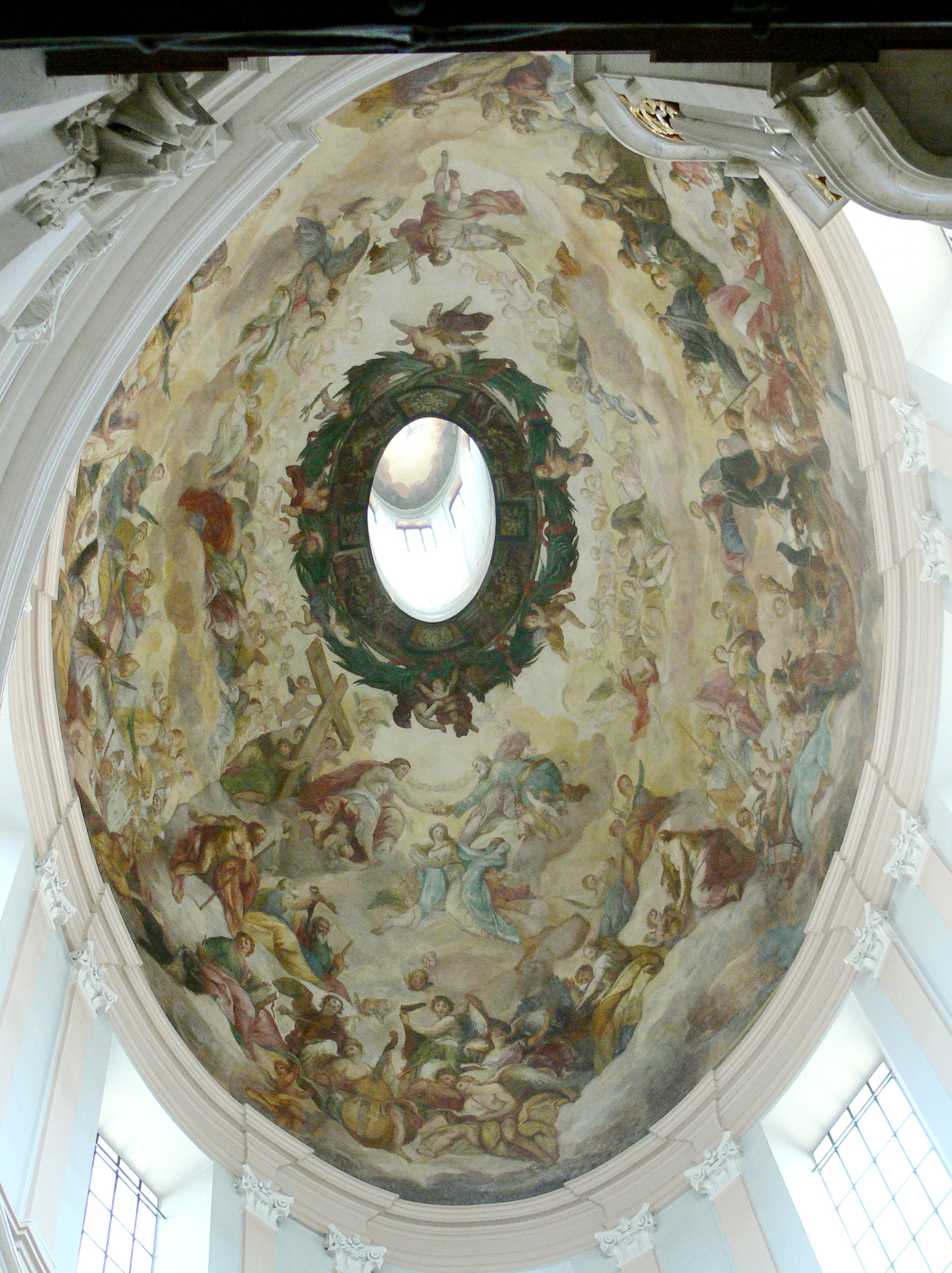
Salzburgo, 1697–1700
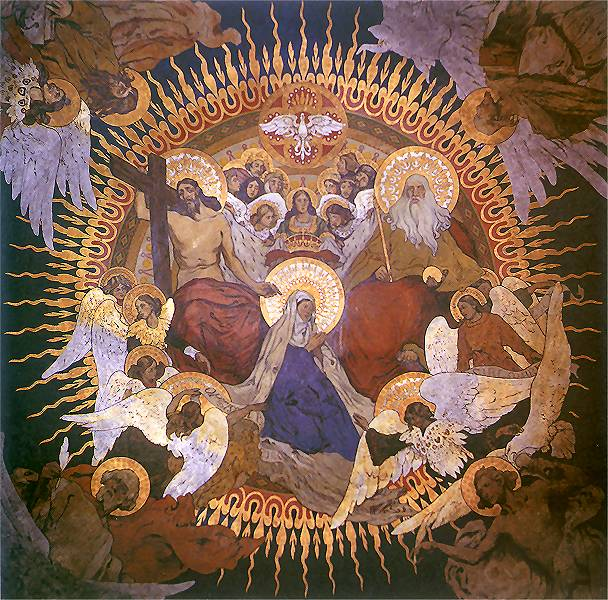
Tetmajer Madonna en el cielo, 1895
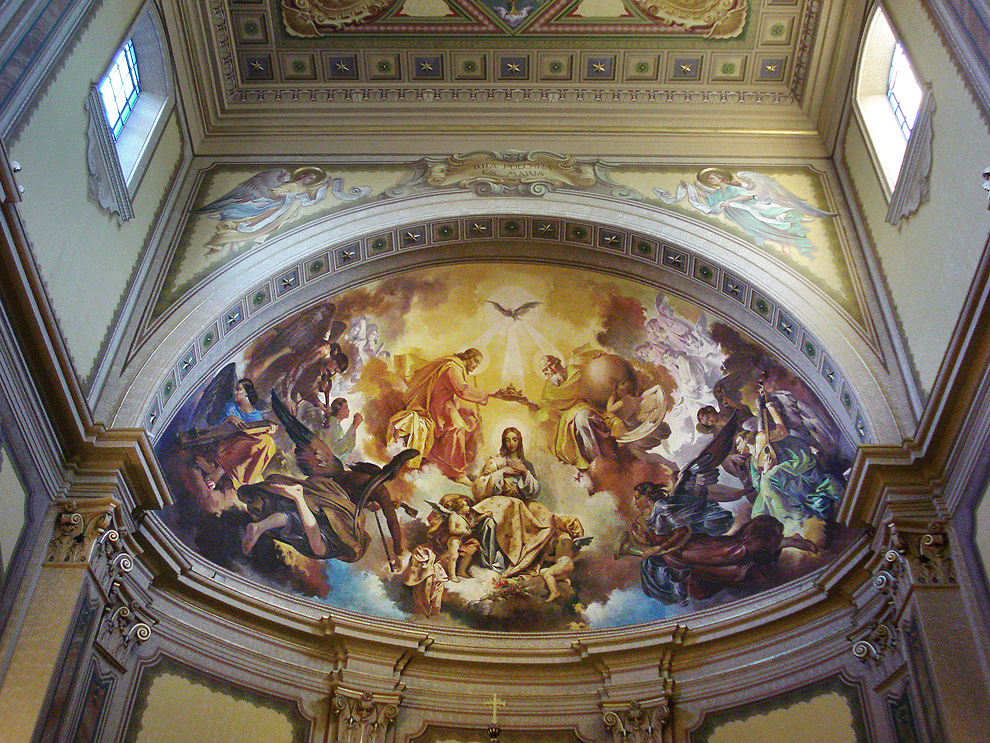
Aldo Locatelli, siglo XX, Brasil
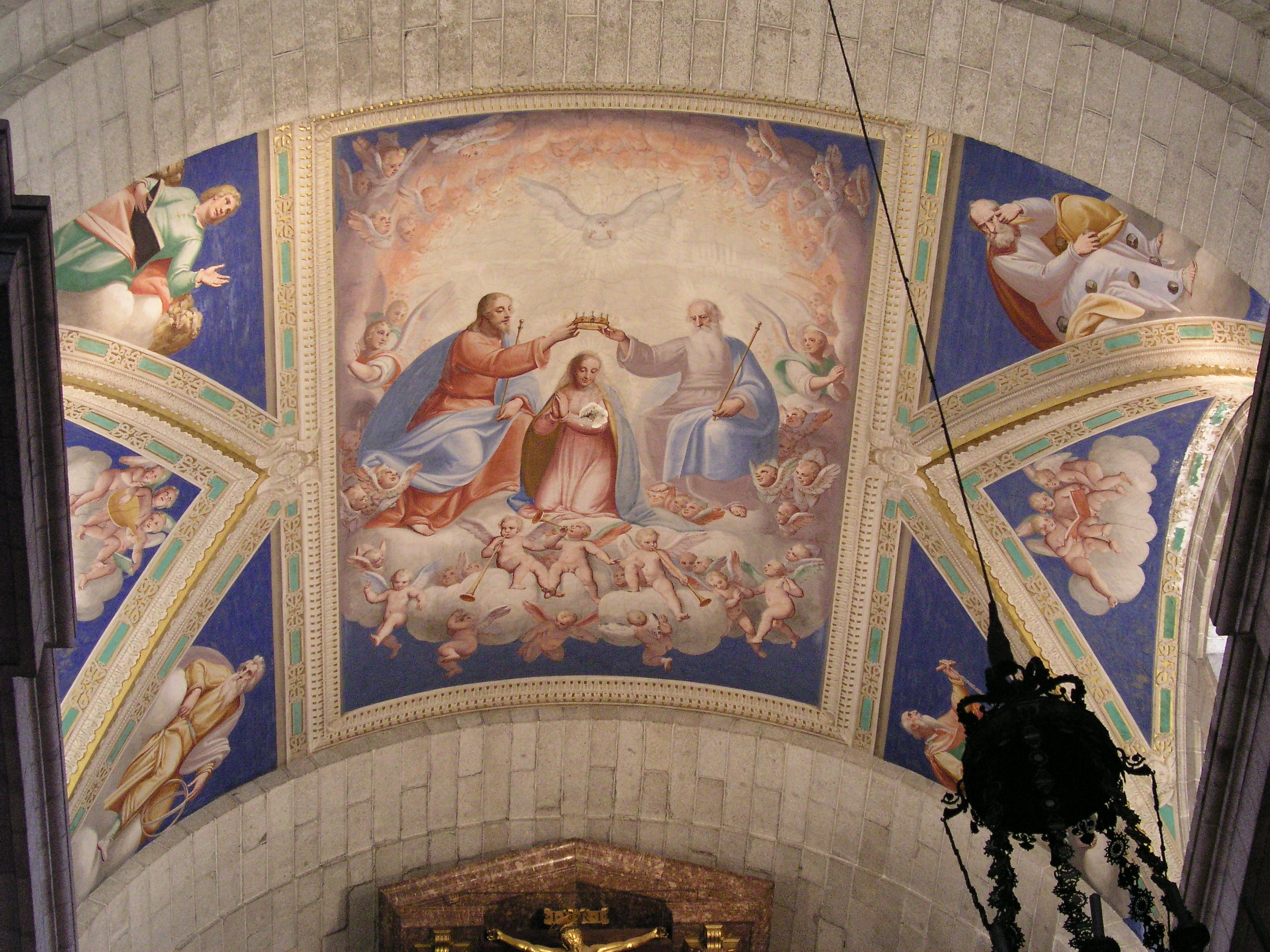
Coronación de la Virgen. Fresco de la Basílica de El Escorial, España
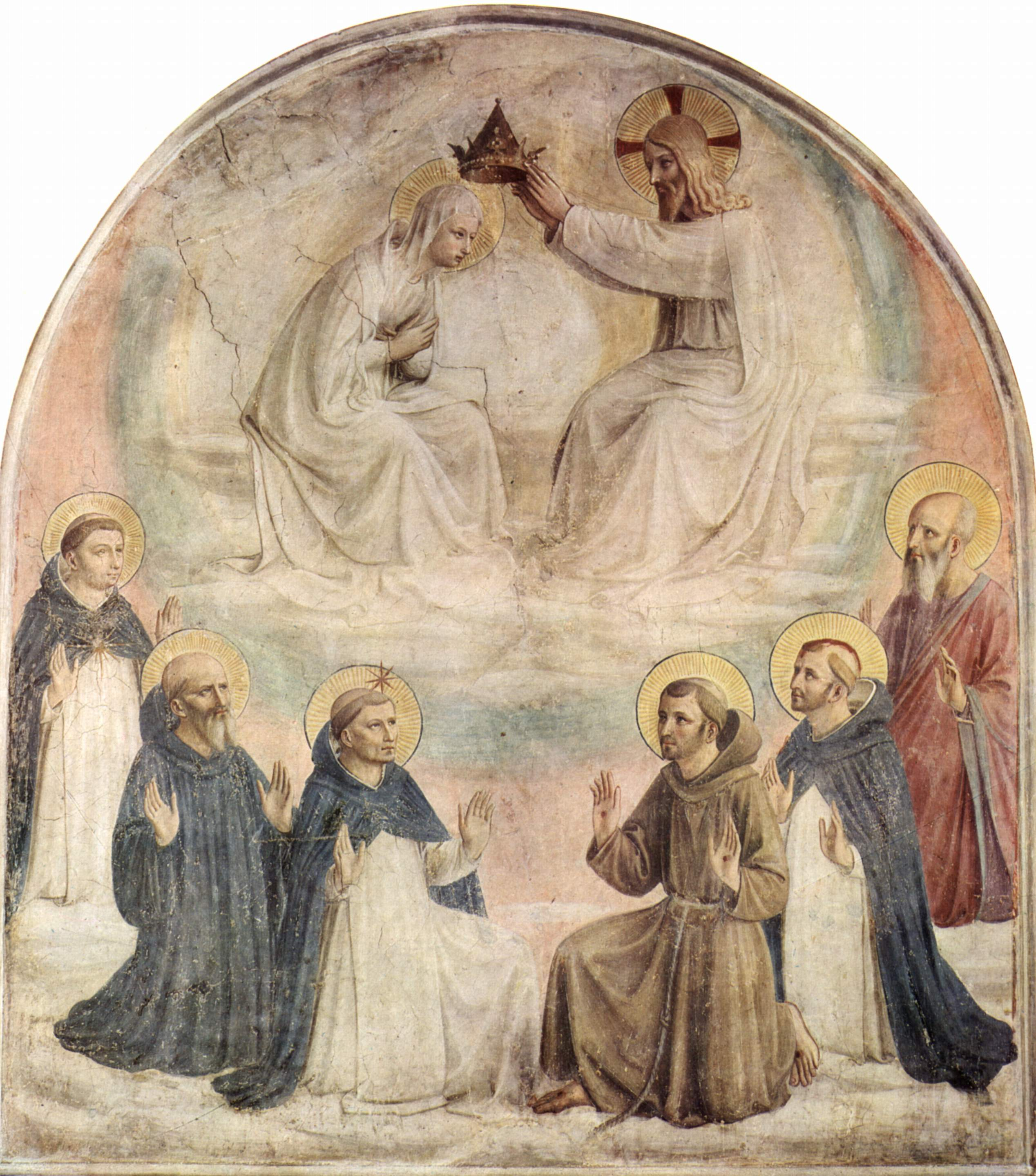
Fra Angélico: La coronación de María con santos, Florencia, 1437-1446

### Altares

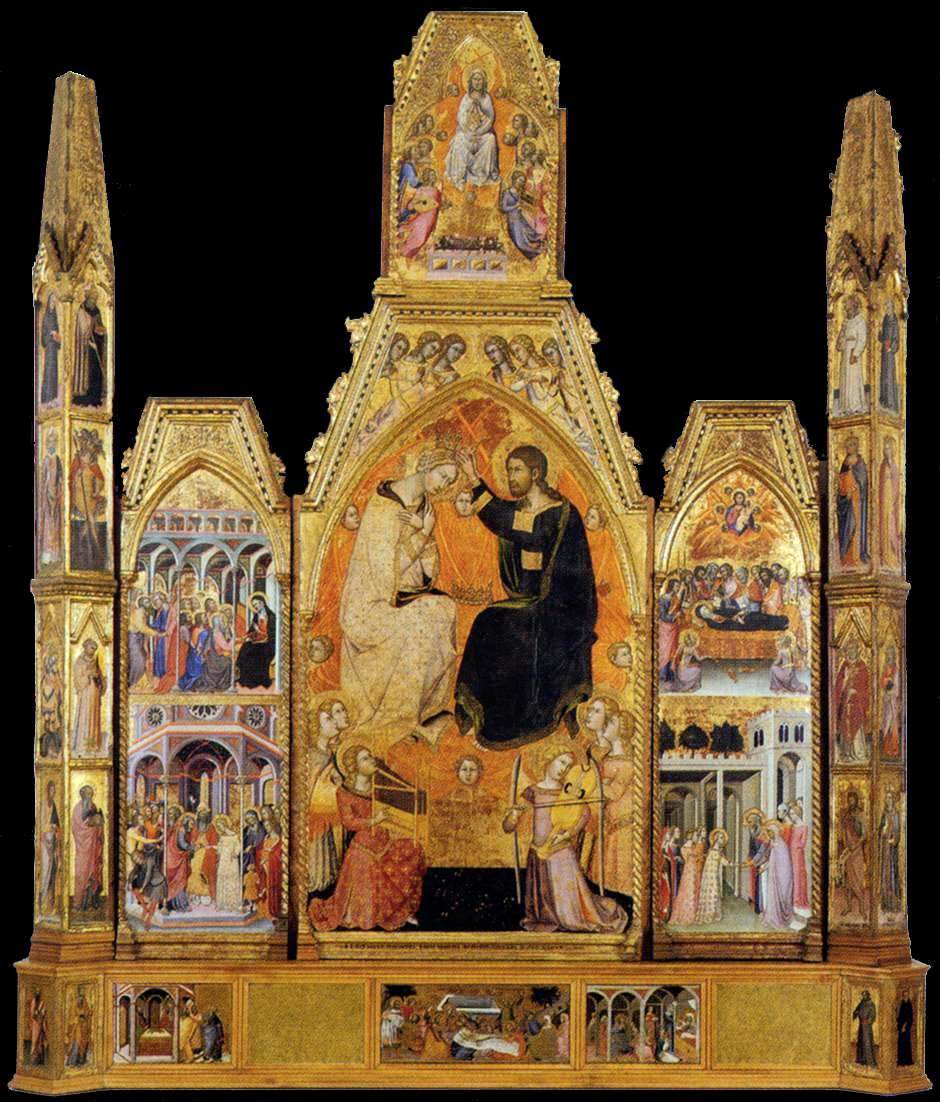
Coronación de la Virgen, Bartolo di Fredi, 1388
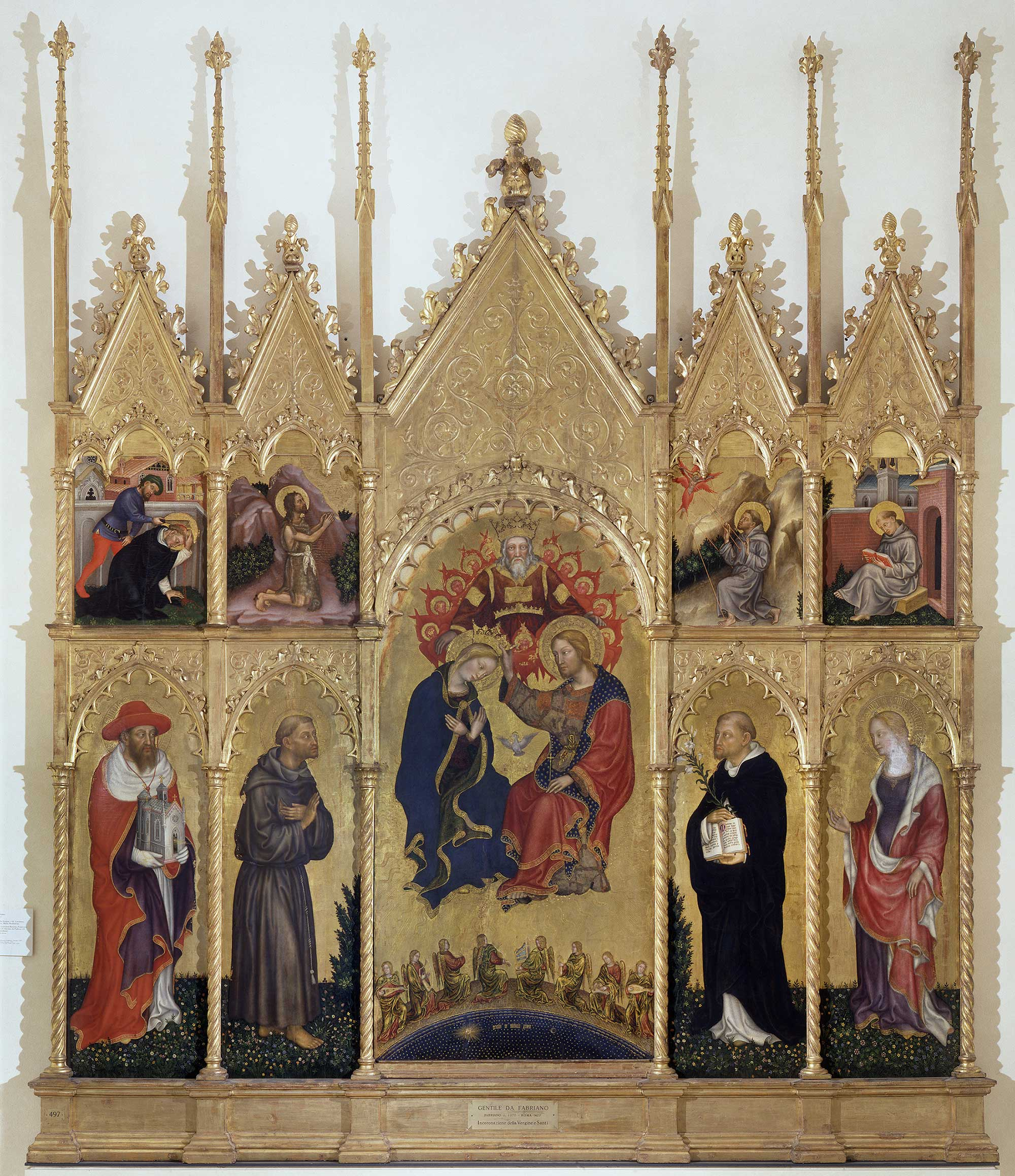
Gentile da Fabriano, retablo
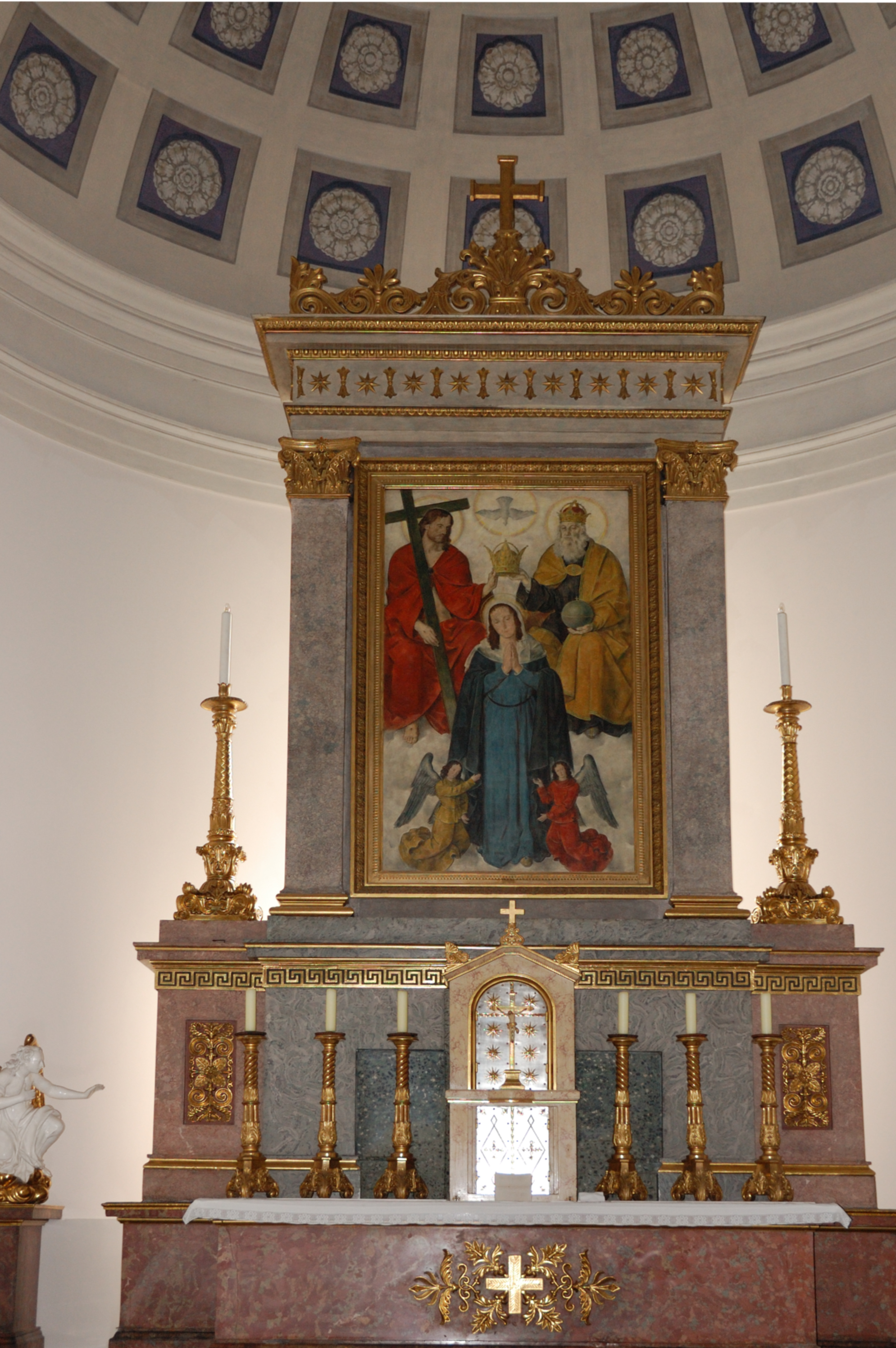
Altar en Ansbach
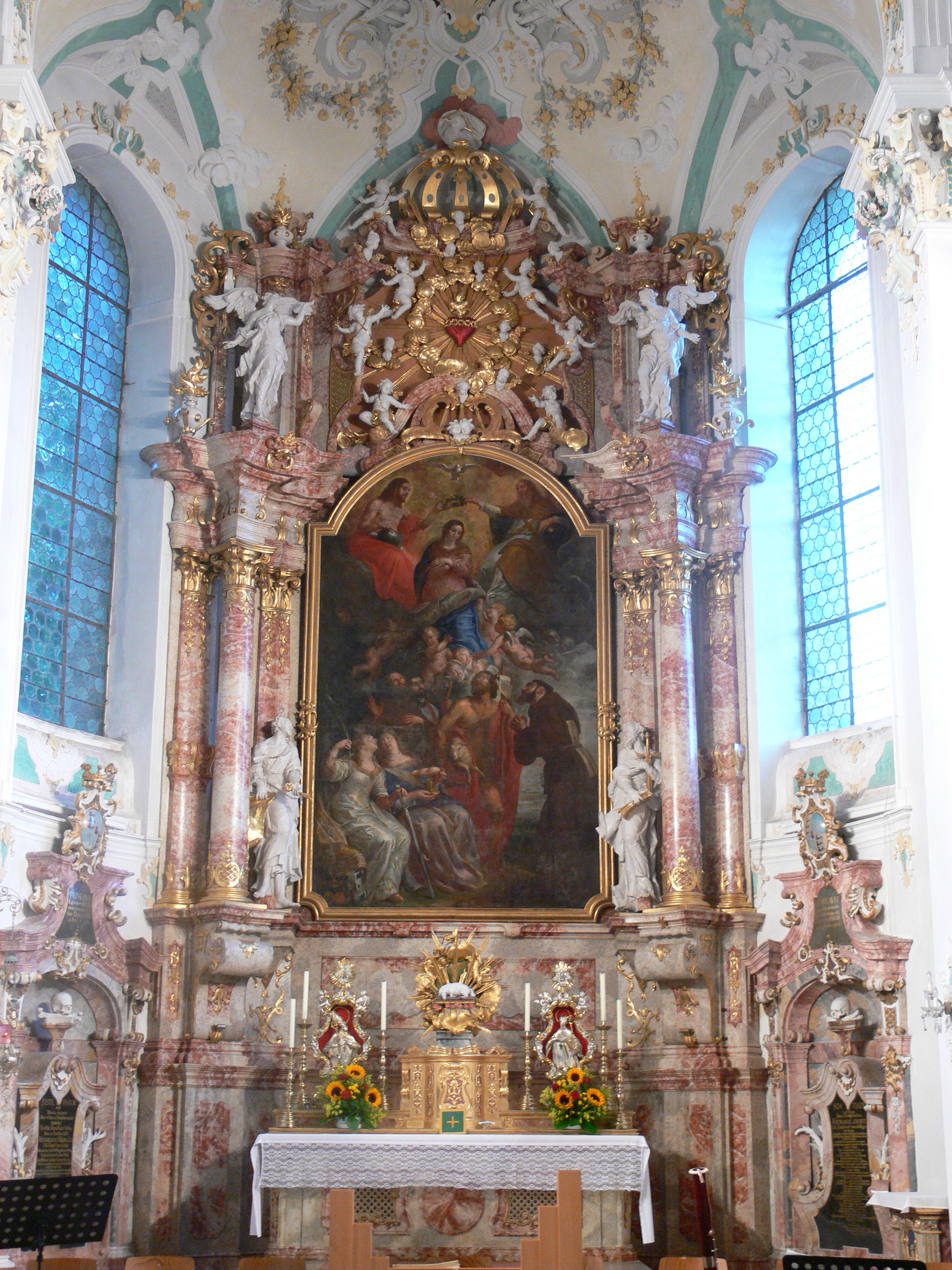
Altar alemán del siglo XVIII
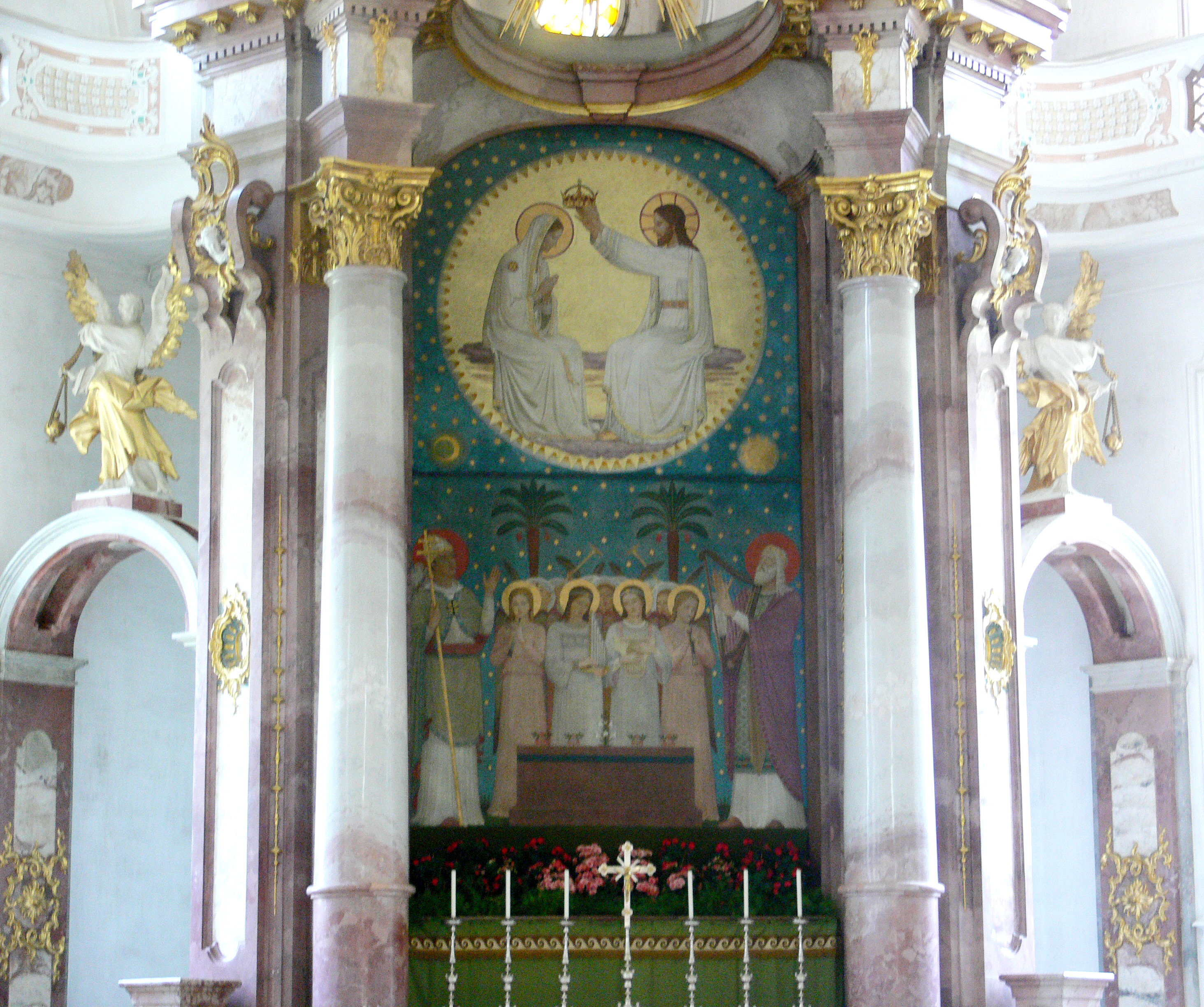
Altar alemán del siglo XIX

### Mosaicos

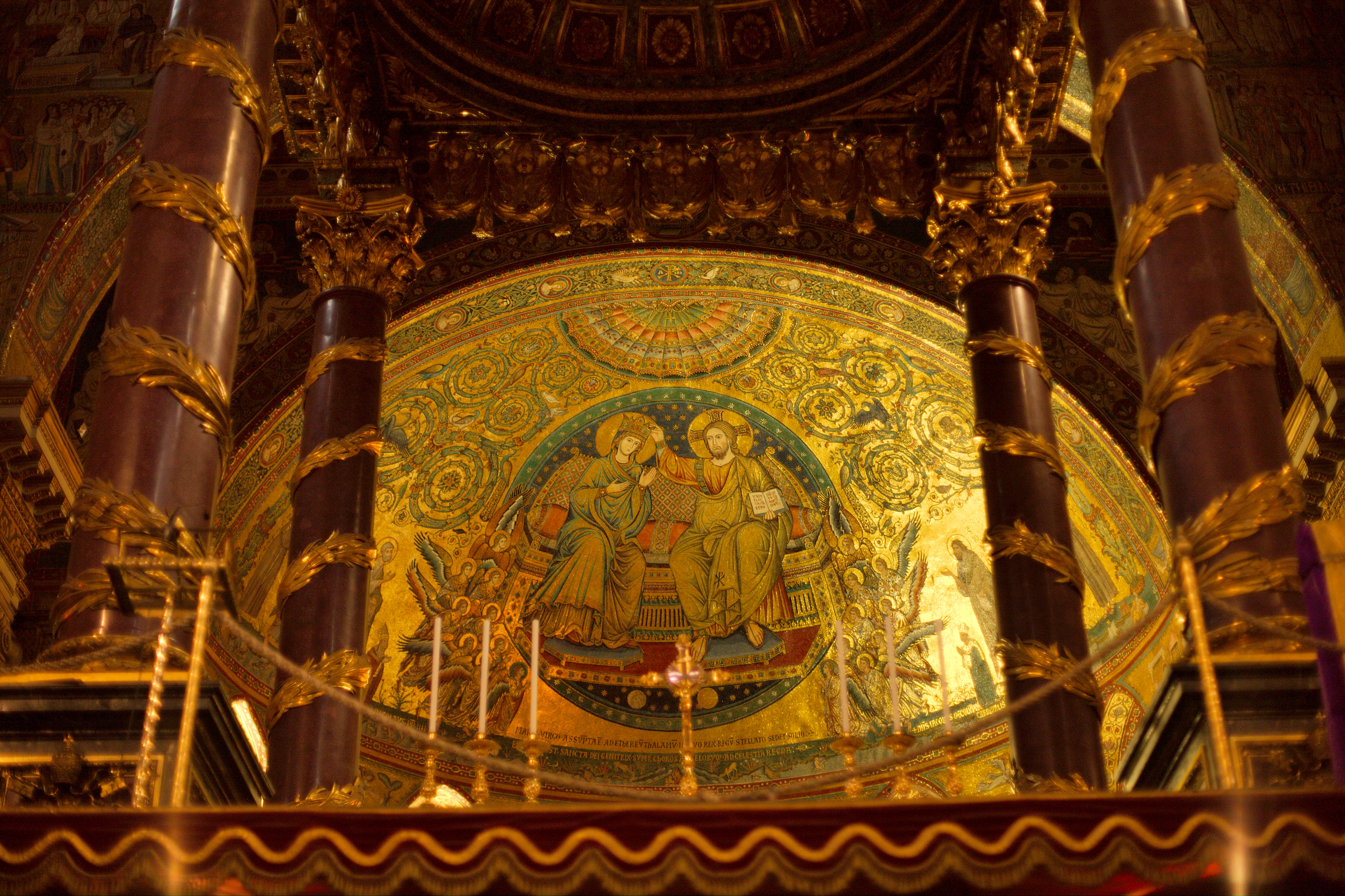
Mosaico del ábside, en la Basílica de Santa Maria Maggiore, Roma.

## Citas bíblicas
1. 1 2  Jeremías 7:18, 44:17-25
2. ↑  Apocalipsis 12:1-5
3. ↑  1 Reyes 2:17-21; 1 Reyes 15:13; Jeremías 13:18
4. ↑  Isaías 54:1-6; Jeremías 3:20; Ezequiel 16:8-14; Oseas 2:19-20
5. ↑  Efesios 5:21-33
6. ↑  Génesis 37:9-10